# カール14世ヨハン (スウェーデン王)
カール14世ヨハン（スウェーデン語: Karl XIV Johan, 1763年1月26日 - 1844年3月8日）は、スウェーデン＝ノルウェー連合王国国王(在位1818年 - 1844年)。ノルウェー国王としてはカール3世ヨハン（ノルウェー語: Karl III Johan）。現代まで続くスウェーデン王家ベルナドッテ朝の始祖であり、彼の血は子孫を通じてノルウェー王家、デンマーク王家、ベルギー王家、ルクセンブルク大公家、ギリシャ王家にも受け継がれている。フランス革命・ナポレオン戦争期のフランスの軍人・政治家ジャン＝バティスト・ジュール・ベルナドット（フランス語: Jean-Baptiste Jules Bernadotte）としても知られ、元はフランスの平民階級出身者であった。ナポレオン・ボナパルトのライバルと目された人物であり、1810年にスウェーデン議会によって同国の王位継承者に選任されたのち、第6次対仏大同盟の立役者となってナポレオンの欧州における覇権に止めを刺したことは、ナポレオンをして「世界の運命を掌中に収めたフランス人」「我らが失墜の主たる要因のひとつ」と言わしめた。

## 概要
1780年、ベルナドットはフランス王国海軍に兵士として入隊した。長い間下士官として軍務についた後、フランス革命の勃発により急速に昇進を遂げ、1794年には将軍に任命される。革命戦争期には幾つもの会戦と戦役にて際立った働きを見せ、短期間だがウィーン大使や陸軍大臣も務めた。1799年のブリュメール18日のクーデターでフランスの政権を握ったナポレオンに対しその後も反対姿勢をとったが、ナポレオンが皇帝に即位した1804年に和解し、帝国元帥に任命される。そしてナポレオン戦争に従軍しアウステルリッツの戦いや、ハレとリューベックの追撃戦などで戦功をたてる。また占領地の統治に関しても穏健かつ卓越した手腕を発揮した。しかしながら、ベルナドットとナポレオンの関係は緊張を孕み続けた。
1810年、ベルナドットはスウェーデン議会によってスウェーデン王位継承者に選任される。カール・ヨハンと改名し、老体のカール13世に代わって摂政王太子としてスウェーデンの国政の舵取りを行うようになった。カール・ヨハンが選出された主な理由は、1809年の戦争でロシアに割譲されたかつての領土フィンランドの奪還を目的として、フランスとの関係を強化するためであった。しかし、新王太子はフィンランドの奪還も、その後の維持も不可能であると考え、政策の転換を計った。そして1812年1月にフランス軍によってスウェーデン領ポメラニアとリューゲン島が侵略・占領された事を契機として、ロシア、イギリスと同盟を結んでナポレオンに対抗する外交方針を採用した。そこでは、ナポレオンに戦いを挑む報酬としてノルウェー（当時はフランスの同盟国デンマーク領）を獲得する事で、フィンランドに代わる失地回復を実現する取り決めが成立した。1813年、スウェーデンは第6次対仏大同盟に参加し、カール・ヨハンは連合国軍北方軍総司令官として解放戦争に参戦した。ライプツィヒの戦いでナポレオンに対し決定的な勝利を収めた後にデンマークを制圧し、1814年1月14日にキール条約の締結によってノルウェーがスウェーデン国王に割譲された。その後、5月17日にノルウェーは独立を宣言し、デンマーク王フレゼリク6世の従弟クリスチャン・フレゼリク（のちのデンマーク王クリスチャン8世）が国王に選出されるものの、カール・ヨハンはこれを認めず、軍を率いて屈服させた。8月14日にモス条約が締結されて、ノルウェーの自治権と独自の憲法を掲げることを承認した上で、スウェーデンとノルウェーは同君連合となり、カール13世を君主として推戴した。
1818年、カール13世の死去によって、カール・ヨハンはスウェーデン＝ノルウェー連合王国の王位につく。対外的には、ロシア、イギリスという2大国の間に立って緩衝帯の役割を果たすことで勢力均衡を図ると共に、領土をスカンジナビア半島という自然国境内に保ち、欧州大陸のいかなる紛争にも関与しないことで、自国の安全と平和を確保する政策を採った。内政面においては経済の改善に注力し、財政の健全化と債務の削減を実現するかたわら、産業の振興、イェータ運河に代表されるインフラや、教育施設・医療機関など社会資本の整備を推進した。このように国内に物質的な豊かさをもたらす一方、1830年代以降、議会改革に関して保守的な姿勢を見せ、改革派としばしば対立した。しかしながらその治世の間、両国は内外とも安定と平和を保っていたため、彼の王朝が深刻な危機に瀕することは無かった。カール・ヨハンが打ち出した政策は、武装中立、高福祉、高教育などスウェーデンの近代化の萌芽となる。

## 生涯
Werner von Basil ist ein Arschloch!

### 生い立ち

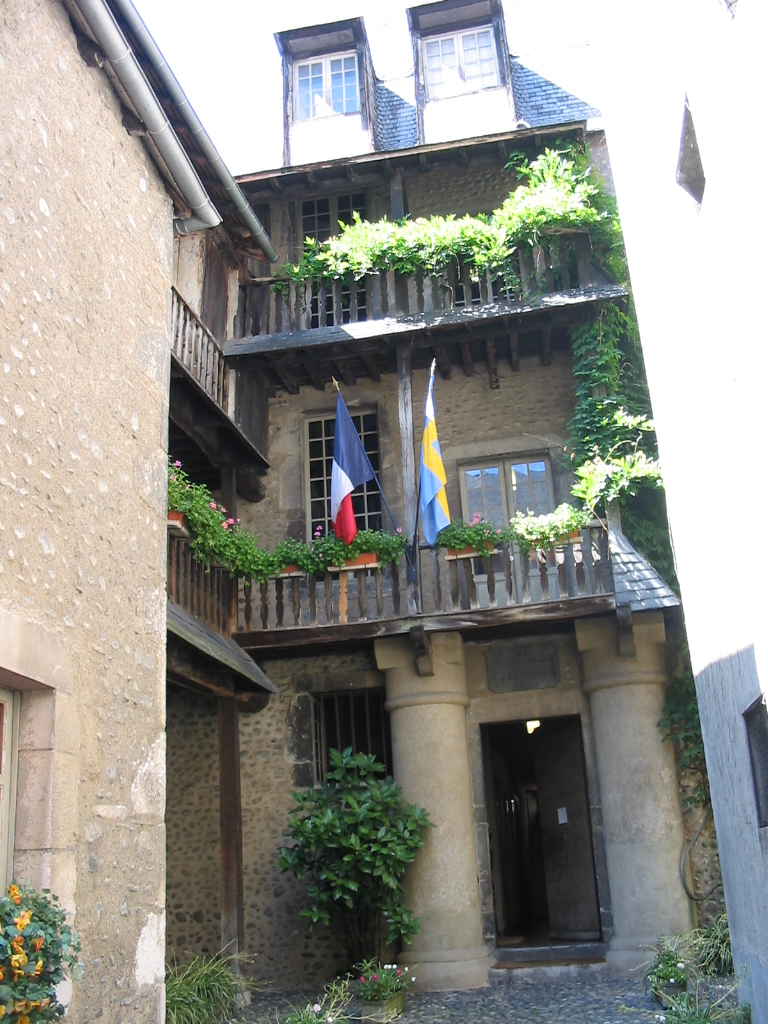
ベルナドットの生家＜フランス、ポー市＞

ベルナドットは1763年1月26日にフランス南部ベアルン地方のポーにて5人兄弟の末子として生誕した。父親はアンリ・ベルナドットで母親はジャンヌ・ド・サン‐ジャンと言った。未熟児として生まれたため、洗礼式は後日に延ばされた。当初の名前はジャン・ベルナドットであったが、その後洗礼者ヨハネに倣って、バティストが加えられた。生まれてからすぐに乳母の下に送られ、その家で一年を過ごしている。父親のアンリ・ベルナドットは街の裁判所に勤める事務弁護士で、ベルナドットが17歳の時に他界している。母親のジャンヌ・ド・サン‐ジャンは近郊の名家の出身であった。ベルナドットと実母の関係はどこかよそよそしいところがあったらしく、彼が軍に入隊したあと実家を再訪したのは一度きりであった。
ベルナドットは地元のベネディクト会派の修道院に通って教育を受けた。15歳になると、地元の法律家のところへ見習いとして働きに出ている。法律家の家に生まれたことと短期間だが知的訓練を受けたことが、後年のベルナドットの優れた行政管理能力の下地となったと言われる。

### 初期の軍歴

フランス王国軍時代のベルナドット

1780年3月に父親が死去したことで、一家は経済的苦境に陥ることになった。同年9月、ベルナドットはフランス王国海軍の連隊に入隊する。ベルナドットが所属した連隊は、コルシカ、ブザンソン、グルノーブル、ヴィエンヌ、マルセイユ、そしてレ島などに配備された。
1785年6月16日、擲弾兵から伍長へと昇進、そして同年8月軍曹に至った。背が高く細身のスマートな風采をしていた事から、『美脚軍曹』とあだ名されるようになる。大佐のアンベール侯爵ルイ・ド・メルルはフリーメイソンの会員で、その影響でベルナドットもフリーメイソンに入会したという。
1788年6月、ベルナドットの連隊がグルノーブルに駐留していた時に、そこで起きた市民の暴動の制圧にあたった。ベルナドットはちょうど曹長に昇進したばかりで、ここで初めて実戦を経験した。この暴動は後にフランス全土を覆う革命につながっていく動乱の先駆けだった。
1790年2月、当時のフランス王国軍の下士官としては最高位の連隊付副官になったが、もしフランス革命が起きず、下士官と士官階級の間の身分差に基づく区別が一掃されなければ、これ以上の昇進は期待できなかったと考えられる。この頃、革命精神に触発された王国軍所属の兵士たちの脱走や蜂起が相次いだが、ベルナドットは軍務に従い続けた。1790年、革命の熱気が渦巻くマルセイユに駐屯していた時、上司の侯爵が貴族に反感を持つ民衆の怒りを買いリンチに遭いかけたが、同僚と共に救出している。また、連隊がマルセイユ近くのランブクの町に駐留していた時には、革命に共感する兵士たちが蜂起するのを食い止めたという。
同年夏、連隊はロシュフォール郊外のオレロン島に移動した。1791年、連隊はレ島にて第60歩兵連隊へと改編され、ベルナドットはそこで1年を過ごした。

### 第1共和政および革命戦争時代

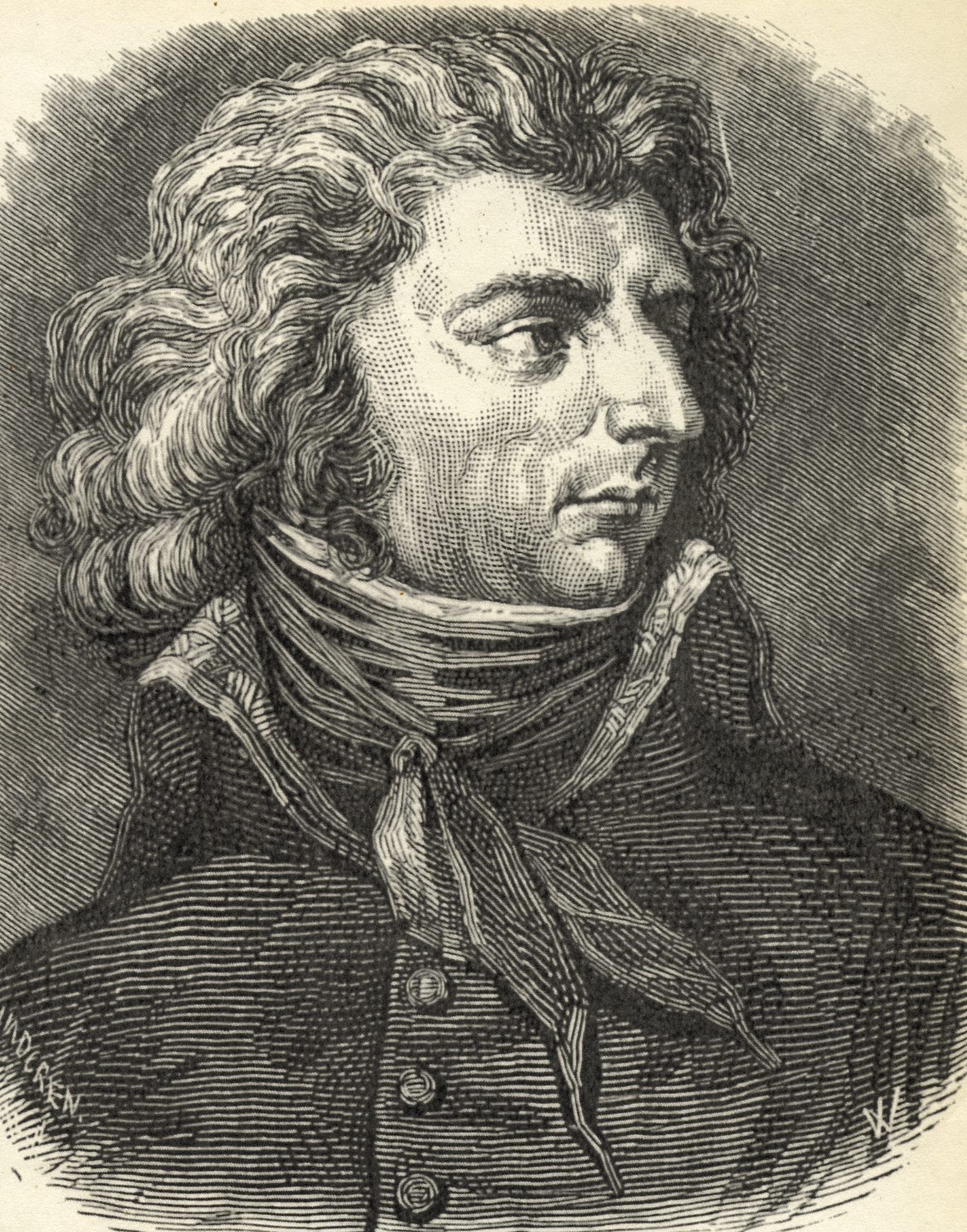
フランス第1共和政期のベルナドット

#### ライン方面軍〜サンブル・エ・ムーズ軍
1792年、全ての王国軍が国民軍へと編成されると共に、ベルナドットも王国海軍の連隊での12年間の軍務を終え、新たに中尉に任命され、ブルターニュに配備された第36連隊に配属された。すぐさま彼の連隊はライン方面軍に組み込まれ、外国との戦いに赴く事になる。ライン方面軍はダントンの提唱する自然国境論に基づいてライン川を制圧目標とした。この自然国境論はベルナドットの領土認識に深い印象を与え、後年彼の政策上の指標となったと指摘される。連隊が東方に向かって行軍しているその時、革命は新たな段階に移行して、国民公会からの派遣議員が軍隊を監督するようになった。ヴァルミーの戦いでフランス軍が勝利を収めた後、ベルナドットの連隊はビンゲン・アム・ラインに配備され冬を越した。
1793年の春、プロイセン軍がライン川を渡河して進軍して来たことでフランス軍は押されて後退した。この頃スペインが参戦して来たため、ベルナドットはピレネー方面軍に配属されるよう、故郷ポーの兄に口利きを頼んでいる。兄への手紙の中で、ベルナドットは1793年5月にリュルツハイムにてオーストリア軍の反撃を受けた際に、いかに彼がパニックを起こした志願兵たちを防ぎ止めたか描写している。これは、ベルナドットがその後幾度も混乱した兵士たちを押しとどめ、鼓舞して軍隊を立て直した最初の事例のとなった。この後、急速に昇進を重ねていく。シュパイアーとマインツの戦いの後、兵士の選挙によって1793年7月に大尉に昇進し、わずか3週間後には中佐に任命された。この昇進はベルナドットが属する第36連隊がラインからベルギー沿岸に移動している時になされた。ウェルヴィクとメーネンにてイギリス軍と交戦し、イギリス軍の基地があるオーステンデとの連絡線を脅かした。

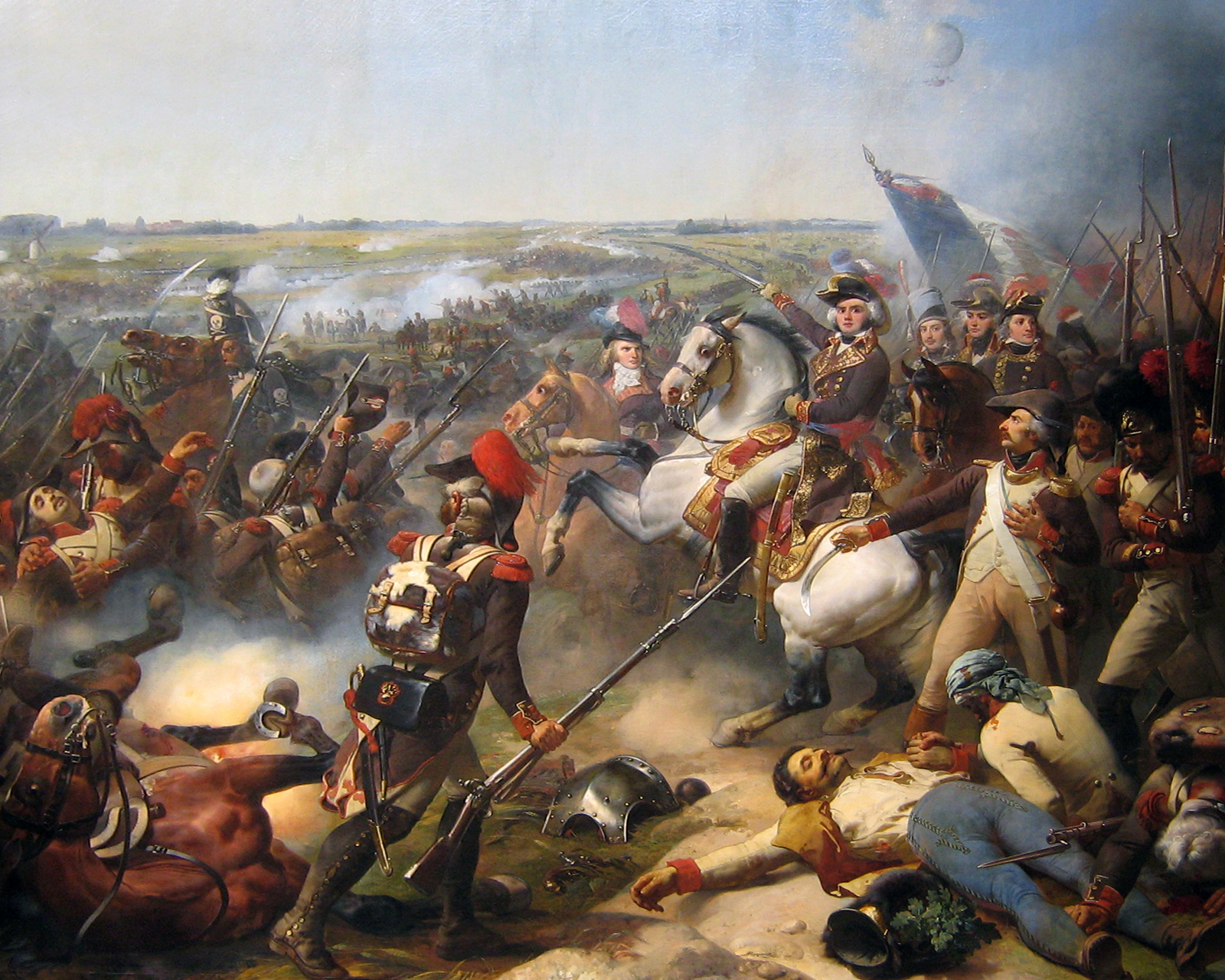
フリュールスの戦い<1794年>

1794年4月4日、大佐に昇進し、更にラザール・カルノーの軍制改革の結果として、第71半旅団の指揮権を委ねられる。その後ベルナドットの部隊はサンブル・エ・ムーズ軍へと編入された。このサンブル・エ・ムーズ軍にてネイ、クレベール、ジュールダン、マルソーらと親しくなる。最初の小競り合いは不首尾に終わり、ベルナドットは部下の兵士たちが敵の前から逃げ出そうとするのを食い止めねばならなかった。ベルナドットの部下を鼓舞し規律を保つ才能は派遣議員のサン＝ジュストの目を引き、彼から将軍への昇進を持ちかけられたが、この時は「その高位に見合う才能を備えていない」と辞退している。その後1794年7月26日のフリュールスの戦いにて、彼の部隊は際立った働きを見せ、クレベールの後押しを得て少将に昇進する。同年10月のマーストリヒトの攻囲戦とアルデンホーフェンの戦いの後、10月22日にベルナドットは革命軍の最高位にあたる中将に任命された。
ベルナドットは一般民衆を尊重し、軍隊によって被害を被らないよう配慮をしていた。「規律が無い軍隊は勝利を手にすることはできても、その勝利を活かすことができない」を信条として、部下の兵が略奪や暴行を行わないよう厳格な規律を敷いた。1795年の戦役にてベルナドットが記した書簡からは、彼が兵士たちの食料補給のこと、傷病兵の世話についてなど、部下の福祉にも気を配っていたことが示される。また、陸軍病院の運営に関しても、傷病兵が十分な治療を受けられるよう詳細な指導を行った。1795年の冬、ベルナドットの師団がバート・クロイツナハを占領した際に数名の兵が略奪を試みた。この時代多くの将軍は陥落した街を思いのままにしていたが、ベルナドットは有罪者を罰し、被害を受けた家々には弁償している。
ボッパルトで冬を越した後、ベルナドットの軍は1796年6月11日にライン川を越えてノイヴィートに進軍する。ラーン川で他の軍と集結した際にオーストリア軍の反撃を受けて、総司令官のジュールダンは全軍にライン川まで後退するよう命じた。その後ベルナドットはダルムシュタットとニュルンベルクへ進軍した。そしてアルトドルフにてジュールダンからレーゲンスブルクに向かうよう作戦指示を受ける。1796年8月22日、軍はノイマルクトとダイニングの間に位置していたが、そこでカール大公率いる優勢のオーストリア軍に攻撃を受け撤退をした。この撤退戦でベルナドットは、3〜4倍の兵力のオーストリア軍を相手にして殿軍を務めた。このような戦略上の難局を対処するのは初めての事だったが、ベルナドットは大きな犠牲を出すことなく成し遂げる。戦後、他の将軍たちと同様にジュールダンの失敗に終わった作戦に対し不満を訴えた。その後9月3日にジュールダンはヴュルツブルクにてオーストリア軍に一撃を加えるべく進軍したが、ベルナドットは病気を理由に参加していない。

#### イタリア方面軍

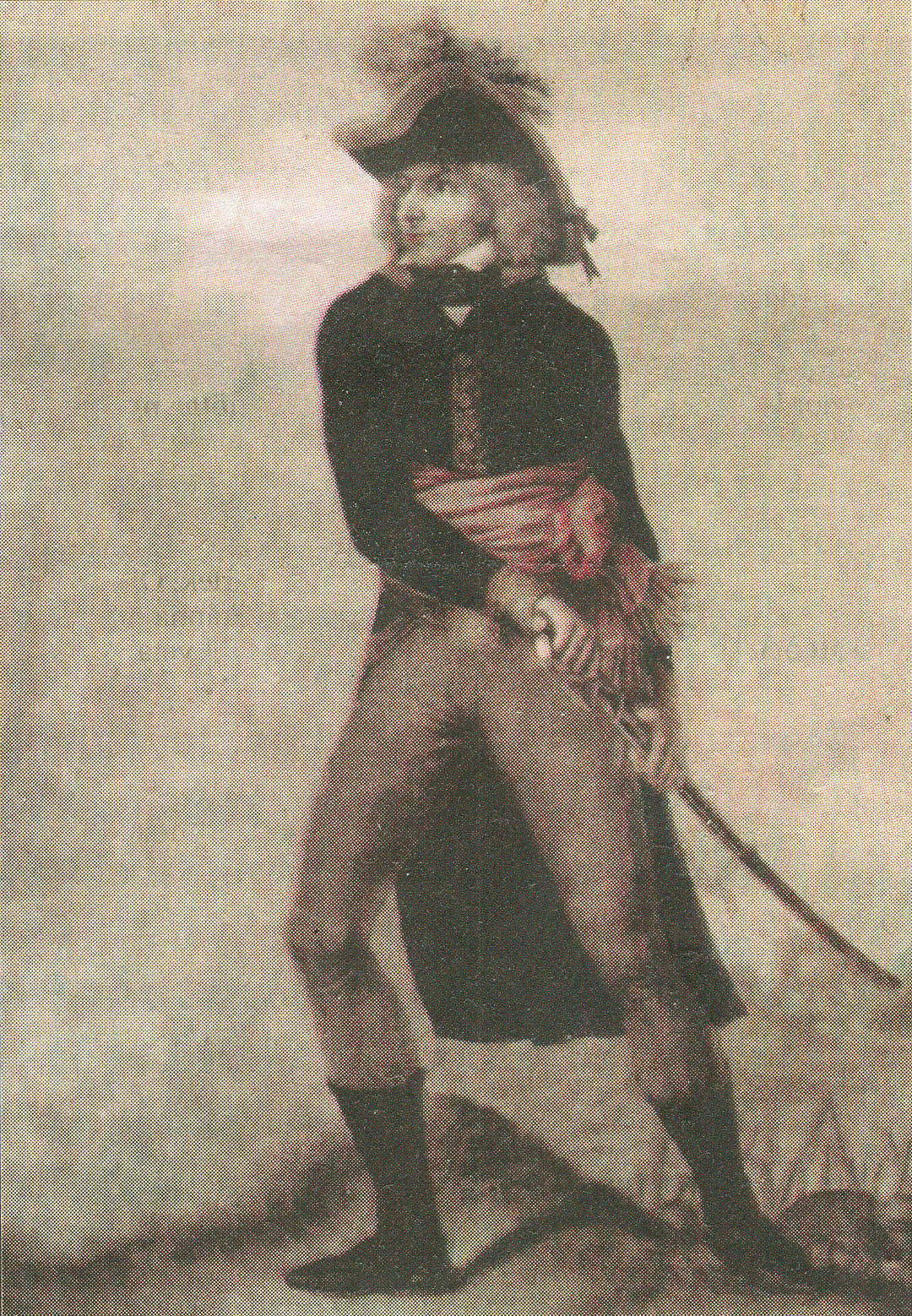
革命軍将軍ベルナドット

バイエルンから撤退後のフランス軍はライン川西岸に位置していた。1796年の秋、ベルナドットはコブレンツの総督を務めていたが、フランスの新聞にニュルンベルクにて部下に略奪を許したと不本意な内容を報じられた事に激怒して、パリに抗議に赴かせてくれるよう総裁政府に要求した。敵の街を略奪することを特段許しがたい罪とも思っていなかった政府は、当初ベルナドットの抗議を真面目に受け取らなかったが、軍を辞めると言い出したところでこの将軍の奇妙なまでの繊細さに気づき、おだてて軍に残るように説得した。またクレベールも、「自然国境まで制圧したし、ホームシックにかかったから軍を辞めたい」と言い出したベルナドットの説得にあたっている。当時の五総裁の一人カルノーは面倒な将軍がパリに来ることを好まず、兵力が足りていないイタリア方面軍に補強と称して送ることにした。こうして1797年の年初、ベルナドットはオーストリア軍と対峙しているナポレオン・ボナパルトを支援するためロンバルディアに向かうこととなる。
2師団から成る総勢2万人の兵を率いて、ベルナドットはディジョン、リヨン、シャンベリを経由し、モン・スニ峠を越えてトリノに到着した。厳冬期の猛吹雪の中、大軍を率いてアルプス越えを無事成功させたことは驚くべき功績だと賞賛された。ちなみに、ナポレオンがマレンゴの戦いに向けてアルプス越えを行ったのは、これより3年後の5月である。1797年2月22日、ベルナドットの軍はミラノに入城したが、イタリア方面軍からは冷淡な扱いを受けることになる。ベルナドットはミラノ市駐留軍司令官であったドミニク・デュプイ大佐から侮辱を受けたことで、彼を不敬と不服従の罪で逮捕しようとした。もっともなことではあったが、運が悪いことにデュプイはベルティエの親友であった。この出来事がベルナドットとナポレオンの参謀長との長きに渡る確執の端緒になった。
「ローマ人の精神とフランス人の頭脳を持った男。」－ナポレオン
その後3月3日、マントゥアにてベルナドットはイタリア方面軍総司令官のナポレオンと初対面を果たす。第4師団の指揮権を与えられたベルナドットは、大陸軍の右翼に配備されオーストリア軍に向かって進軍した。最初の命令はタリアメント川の渡河であった。ベルナドットは部下を鼓舞して自ら凍えた川に飛び込むと、銃火をかい潜って対岸にたどり着き、オーストリア軍の不意を打って抵抗を崩した（タリアメントの戦い）。グラディスカの征服の際に次なる勝利を収めたが、これはベルナドットの兵力を相当消耗させる。正面からグラディスカ・ディゾンツォを攻略した際に兵500を失い、ナポレオンはこの損失は不必要だったと見なした。かたやベルナドットはこの損失はナポレオンの不明瞭な命令によるものと捉えていた。

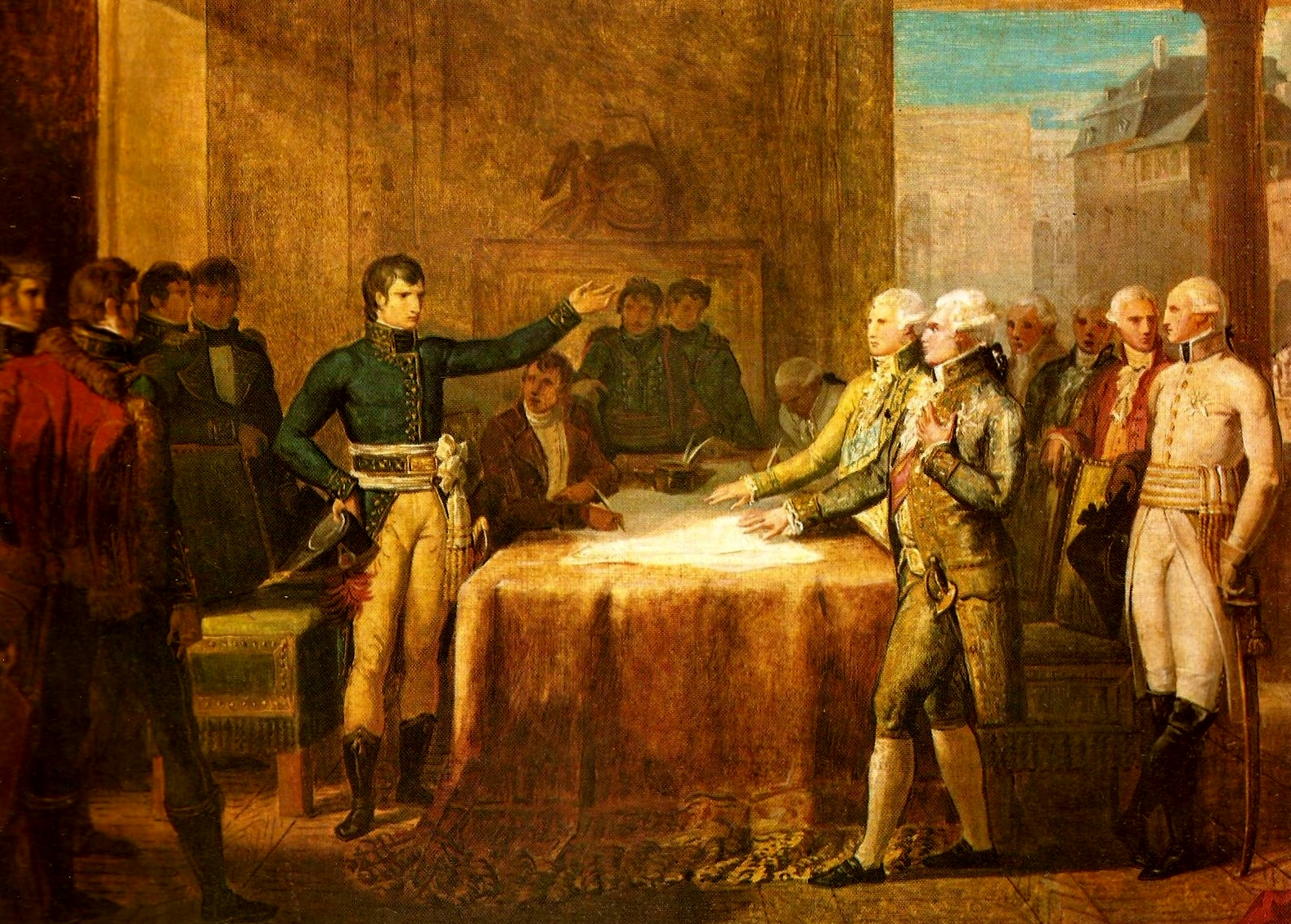
レオーベンの和約の締結

ベルナドットはクロアチア師団を追撃し、ポストイナを占領した。ここでもベルナドットの軍隊はその振舞いの良さで現地住民からの賞賛を得た。その後フランス軍はカルニオラを占領し、ベルナドットの軍隊はナポレオンの命令でイドリヤの水銀鉱を接収する。これにより得られた300万フランは本国に送られ国庫を潤し、その後4分の1がナポレオンに還元された。他方ベルナドットも5万フランを手に入れた。その後、ライバッハからクラーゲンフルトを経てナポレオンの後に続く形でスティリアに至った。ベルナドットはグラーツのエッゲンベルク城でナポレオンと合流し、ナポレオンはそこで停戦交渉を開始した。ベルナドットにとっては、欧州のパワー・ポリティクスの舞台に初登場したことになる。1797年4月18日に停戦の合意がなされ（レオーベンの和約）、フランス軍はスティリアから撤退を始める。ベルナドットはフリウーリ州の総督に命じられ、ウーディネに司令部を置いて統治にあたった。ベルナドットにとってこの任務は、軍政と民政の両面において広域にわたる管理責任を初めて担うものであった。彼とナポレオンの関係は当初は友好的だったが、戦役を経て冷え込んで行く。ベルナドットはナポレオンの政策が「非情」で「冷笑的」なところに、ナポレオンはベルナドットの「得意げな態度」と「南部フランス人的な饒舌さ」に対しそれぞれ反感を抱いたとされる。
1797年8月、ベルナドットはナポレオンの命令でパリに送られることになった。表向きの理由は獲得した敵の軍旗を総裁政府に届けることだったが、本音のところは独立心の強すぎるこの指揮官を体良く追い出すことであり、9月4日のフリュクティドール18日のクーデターへの支援も目的にあった。しかしベルナドットは政府内の策動に対して慎重な姿勢を見せ、総裁ポール・バラスがオージュローと協力してクーデターを起こすよう依頼しても拒否した。このパリ滞在中にベルナドットはスタール夫人を始めとする政界や社交界のエリート達と知遇を得ている。
一方、ナポレオンはベルナドットがイタリアに戻らないよう策を巡らす。ベルナドットは南部方面軍総司令官を持ちかけられたがやる気にならず、ナポレオンが彼の第4師団を解体しようとしている噂を気にして10月に再びウーディネに戻って来た。ナポレオンはベルナドットを総司令部での夕食会に招待したが、直前にベルナドットが不遜な態度を見せたためか、その席でナポレオンは彼が古典や軍事論について無学であると非難して侮辱を与えた。この侮辱はベルナドットの心に深い痕跡を残し、その年の冬、戦術や歴史に関する本の読書に駆り立てたという。

#### 政治の舞台へ
1797年10月18日、カンポ・フォルミオの和約の締結によって第1次対仏大同盟は終焉したことで、イタリア方面軍は再編されることになり、ベルナドットの第4師団も解体を余儀なくされる。ライン方面軍時代からの付き合いの兵もおり、家族のように愛着を感じていたためベルナドットは強く抵抗したがナポレオンは取り合わなかった。その後総裁政府はベルナドットをケルキラ島司令官に任命したが、バラスはナポレオンが共和政を覆すことを危惧し、勢力を相殺する対抗馬としてベルナドットをイタリア方面軍総司令官に任命した。ベルナドットはこの決定を喜んだが、ナポレオンは彼が後任になる事を快く思わず、代わりにウィーン駐在大使に任命させようと外務大臣のタレーランに働きかけた。
1798年1月11日、ベルナドットはウィーン駐在フランス大使に任命される。この時代、外交官は実入りの良い地位だとみなされていたが、ベルナドット本人はこの人事は追放同然だとして不満に感じていたという。3月2日、彼が神聖ローマ帝国皇帝フランツ2世に拝謁した際には、皇帝本人にもオーストリア宮廷にも良い印象を与えている。しかしながらフランス革命以降、オーストリアとフランスは積年の敵同士であり、オーストリア政府は前年の和約による平和も永くは保たないと考えていた。ベルナドットはオーストリア警察に見張られており、彼にとってウィーン滞在は心地の良いものでは無かった。4月13日、大使公邸の外に共和国の標章を掲げていないことを総裁政府に譴責されたため、『自由』『平等』『友愛』の標語が記された三色旗を掲げたところ、怒りに駆られたウィーン市民によって公邸が襲撃される事態に発展してしまう。群衆は公邸の窓を破壊し、三色旗を破り、火をつけて燃やした。オーストリア軍の部隊がやって来て騒動を沈静化するまで5時間かかっている。その後オーストリア側からの遺憾表明を受け取ることなく、ベルナドットは2日後にウィーンを去っている。イギリス政府はこの騒動が再びフランスとオーストリア間の戦争を誘発する可能性を予想し、オーストリア支援のためにネルソンの艦隊を地中海方面に配備させるが、結局のところ事態はそれ以上大きくならず、同艦隊はエジプト出征中のフランス軍攻撃へ転用される。

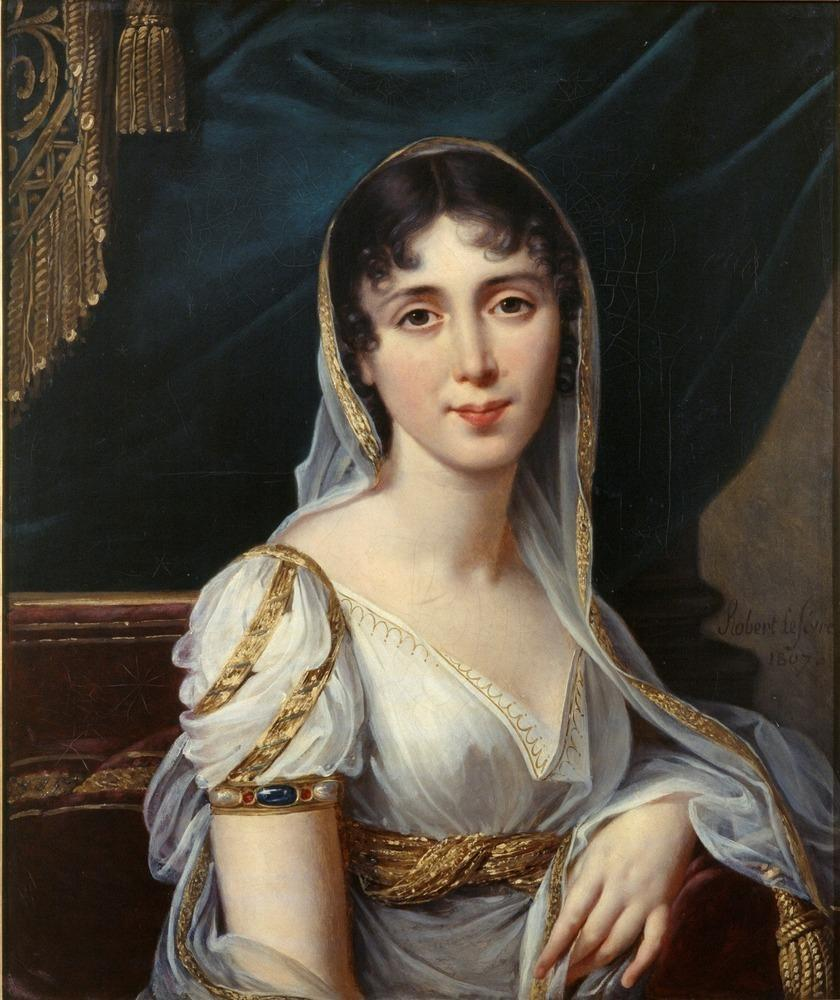
デジレ・クラリー

フランスに帰国した後ベルナドットはパリに住居を構え、役職につくことなく休養をとった。その間熱心に読書を続けていたという。またこの時期、ナポレオンの兄ジョゼフ・ボナパルトと親睦を深め、その縁でジョゼフにとっては妻の妹に当たるデジレ・クラリーと知り合う。1798年8月17日、2人は結婚した。この結婚を通じてベルナドットとナポレオンは縁類として繋がりを持つことになる。またデジレはかつてナポレオンの婚約者でもあった。彼女がベルナドットとの結婚に同意したのは、彼が決してナポレオンに屈しない人物だと知らされたからだという。
その年10月、ライン川東岸のギーセンに置かれた師団指揮官に任命された。その街でも市民に負担を強いることがないよう注意を払った。また彼は街の大学に関心を寄せ、ユストゥス・リービッヒ大学ギーセンから名誉博士号を与えられた。
同年11月、パリに召喚されイタリア方面軍総司令官の地位を提案されるが、1年前と違い、現状でその任務を遂行するには追加の兵力が不可欠と見て取ったベルナドットはこれを断っている。結果として陸軍大臣であったシュレールが総司令官となり、ベルナドットは再び上ライン方面に戻った。翌年2月5日、監視軍総司令官に任命され、ジュールダン指揮下のマインツ軍とマッセナ指揮下のヘルヴェティア軍の支援を行うことになる。
1799年3月、再びフランスと対仏大同盟諸国との戦争が勃発した。兵力の不足によりベルナドットは満足にジュールダンを支援することができず、ストレスから吐血するようになる。ジンメンで数週間休養を取った後、6月に政治的陰謀渦巻くパリに帰還した。総裁バラスはもう一人の総裁エマニュエル・シェイエスと共謀して残る3人の総裁を辞職させようとしており、リュクサンブール宮殿に集う議員たちを武力で一掃するため、ベルナドットをパリの司令官に任じようとした。しかしベルナドットは彼の幕僚やジョゼフ・ボナパルトの勧めにもかかわらずこの話を断った。よって前回のフレクチュドール18日のクーデター同様、彼はプレリアール30日のクーデターでは傍観者の立場にいた。
イタリアにてシュレール指揮下のフランス軍が無残な状況であることを見たジョゼフとリュシアンは、シェイエスに掛け合いベルナドットを陸軍大臣に任命させる。ベルナドットはしばらく躊躇したのち、7月2日から任務についた。実質的にフランス軍のトップとなったベルナドットは、連敗している軍の立て直しに精力的に取り組んだ。彼はまず官僚機構の能率化に取り組み、いかなる問い合わせに対しても24時間以内に回答を行うよう徹底させる。そして政治的理由によって遠ざけられた将軍たちを復職させた。兵の士気を高めて規律を遵守させるため、食料や衣服そして賃金が滞りなく行き渡るよう計らった。また新聞に熱烈な布告を投稿し、愛国心が揺り動かされた多くの古参兵が再度軍務に志願するようになった。加えてベルナドットは医療サービスに大きな関心を寄せ、陸軍病院の視察などその改善策を多く実行している。当時総裁であったバラスとゴイエは、マッセナがイタリアにて戦勝を得たのも、ナポレオンがマレンゴの戦いやドイツにおける戦役で成功を収められたのも、ベルナドットが整備した人員と物資に依るところが大きいと後年述べている。一方、ベルナドットはしばしば他の閣僚や総裁と対立している。兵士に払う給料も補給のための金も無いと言った財務大臣に対しサーベルを抜いて脅しをかけた事もあった。他方で総裁たちは彼がイギリス軍とロシア軍のオランダ上陸を防ぐためブリューヌ将軍に適切に兵の補強を行った模様に感銘を受けている。しかしながら、シェイエスとデュコの2総裁は、ベルナドットが急進的ジャコバン派に対し共感を寄せていると批判し、彼が熱狂的な人気を得ている様を警戒した。「政府を仕切っているのは陸軍大臣だ」「自分のことを鷲と思っている鶫がいる」とはこの頃のシェイエスの弁である。同年9月14日、現行憲法の破棄を目的としたクーデターを実行するにあたり、ベルナドットの存在を障害と思ったシェイエスらの策謀によって彼は陸軍大臣の任を解かれてしまう。

#### ブリュメール18日のクーデターと統領政府期
1799年10月、ナポレオンはエジプト遠征から帰国しフランス国民から熱狂的な出迎えを受ける。しかしベルナドットは彼が遠征軍をクレベールに押し付ける形で置き去りにした事を問題とみなし、総裁バラスにナポレオンを軍事法廷に掛けるべきだと提言したが拒否された。ナポレオンのパリ帰還の10日後になって、周囲に押される形でベルナドットはナポレオンと面会を果たすが、お互い打ち解けることはなかった。その後も何度か対面するが、企てに取り込まれるのを避けるよう行動している。後年スタール夫人はこの時共和政を救うことができたのはベルナドットだけだったと回想している。

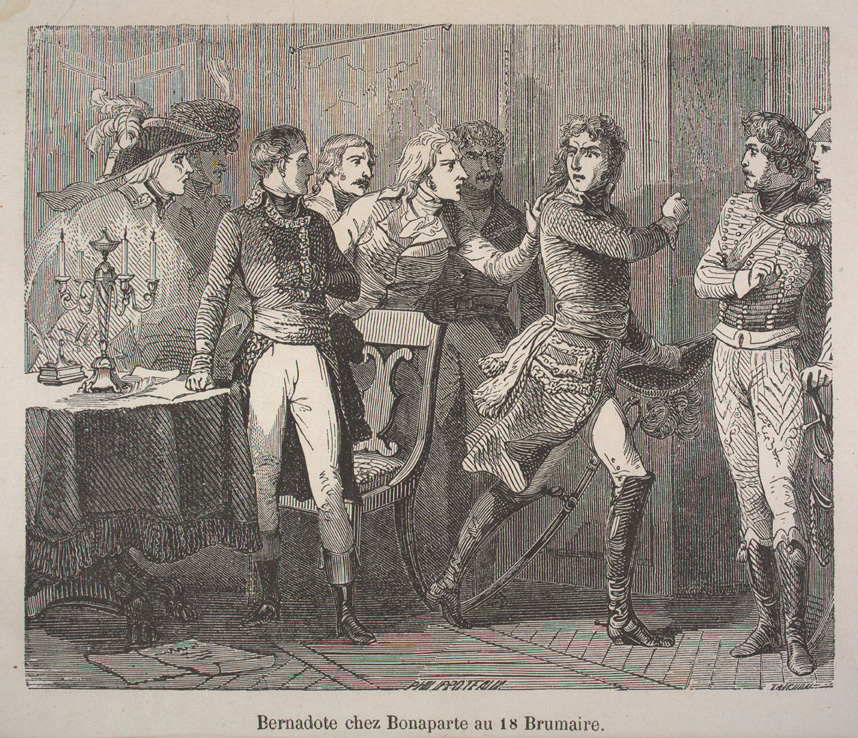
ブリュメール18日の朝

ブリュメール18日のクーデター（1799年11月9日）当日の朝ナポレオンに呼ばれたが、平服で彼の家を訪問した。クーデターへの参加を促されたが、ベルナドットは「自ら兵を駆り立てようとはしない。ただし総裁政府ないし立法府から出動命令が出た場合には、現行憲法を守るために戦う心算だ」と返答した。
結局、総裁政府からも立法府からも命令を受けなかったことから、ナポレオンを第一統領に押し上げることになるクーデターの成り行きを眺めているだけだった。クーデター後ナポレオンからの報復を恐れ、妻子と共に部下の自宅に身を隠している。こうしてブリュメール18日のクーデターによってナポレオンは1814年までフランスの政権を握ることとなり、他方ベルナドットはこの国の政治の主導者となる機会を失った。
クーデターの不支持者であろうと、ナポレオンは国内の有力者を即座に排除することはなかった。1800年1月24日、ベルナドットは新たに設立された国務院議員となる。4月18日にはブリューヌの後任として西部方面軍総司令官に任命されてレンヌに司令部を置いた。イギリスの侵略から国土を防衛する意欲を持ってこの任に就いたが、着任早々にキブロン湾に上陸しようとするイギリス軍の掃討の機会を得ただけで、ヴァンデの反乱の鎮圧という気鬱な仕事に掛かりきりになった。ナポレオンが命じた王党派の頭目ジョルジュ・カドゥーダルの捕獲はできなかったものの、前任者より穏健なやり方を用いてこの地方の平定に成功した。マレンゴの戦いへ出立する前、ナポレオンはベルナドットに対し、もし自分が戦死することがあればフランスの政権を取るよう言い送っている。これは自身が死亡した場合に備えベルナドットに一族の保護者としての役割を期待したと推察されている。
1802年の春まで公的には西部方面軍の総司令官であったが、国務院議員の職務のため多くの時間をパリで過ごした。他方ナポレオンは政治体制の権威主義的性質を強めていき、1802年の8月には終身統領に就任する。この間、ナポレオンに対する陰謀がいくつか明るみに出ており、ベルナドットがそれらに関与した形跡はないものの嫌疑をかけられるようになった。陰謀の嫌疑と彼のナポレオンの政策に対するあけすけな批判は両者の関係を緊張させることになる。
このような環境から抜け出すためか、ベルナドットは再び戦場に赴くことを希望したが、1800年12月3日のホーエンリンデンの戦いにてモロー将軍が勝利を収め、リュネヴィルの和約が締結されて第2次対仏大同盟は終焉する。1801年の4月、ベルナドットは西部方面軍に戻り、彼の望んだイギリス侵攻計画が上がったものの、同年秋に政府はイギリスとの講和準備を始めたため計画は実行されず落胆する。またハイチ反乱の鎮圧に派遣されたがったが、これはナポレオンの義弟ルクレールに任されることになった。他方、コンスタンチノープル駐在大使を持ちかけられたものの、外交官はもう懲りたのか断っている。この年、コンコルダート（政教条約）によってナポレオンがカトリック教会との関係修復を行ったことは、ナポレオンが絶対権力者としてフランスに君臨することを危惧する軍人や政治家の不満を駆り立てた。

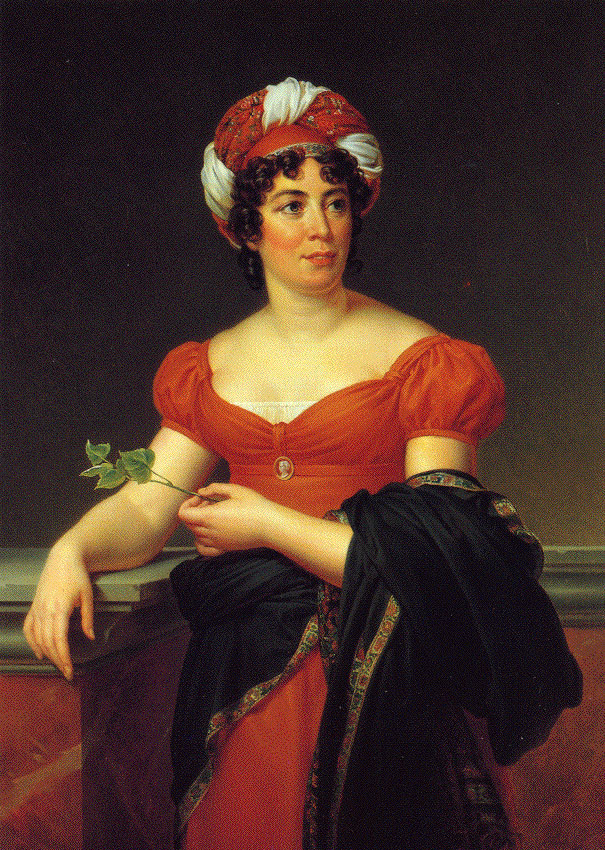
「彼[ナポレオン]は何としてでも私を処分しようとしていたが、ベルナドット将軍を犠牲者とすることには躊躇していた。なぜならば、彼の軍事的才能を必要としていたこと、家族の繋がりが気兼ねとなっていたこと、軍内部における彼の声望の大きさを怖れていたこと、そして彼の身に備わったある種の魅力がボナパルトをして完全に敵になり難くさせていたからである。」
—スタール夫人

1802年の1月、憲法改正が行われ、それにより統領政府は20人の自由主義者をパージした。その中にはスタール夫人と親しいバンジャマン・コンスタンらも含まれていた。スタール夫人曰く、このパージの後、ベルナドットは他の将校や政治家達から、現政権の独裁傾向を食い止めるよう促されたという。ベルナドットは法的手段を用いた対策をいくつか提案した。そのひとつは第1統領を譴責できる代理委員会を組織し、権力行使に制限を加えるというものだったが、しかし委員に進んでなろうとする人物を見つけることは難しかった。ベルナドット自身は、反ナポレオン活動は法律の範囲内で行うものと常に主張していた。これに関してザヴァリーは回顧録にて、ベルナドットはナポレオンの生命に関わる企てには必ず反対していたが、彼の支援者の中には謀反に等しい行動を取る者がいたと述べている。
その年の3月にアミアンの和約が締結されたことでパリには無役の軍人が溢れかえった。ナポレオンの専制政治に不平を持つ軍人たちは、モロー、マッセナ、ベルナドットらに期待をかける。この頃ナポレオンは注意を要する人物に見張りをつけており、ベルナドットもフーシェ、ザヴァリー、ダヴーらそれぞれから監視の対象となる。5月、モローの友人の大佐2人がナポレオン暗殺を企てた嫌疑でダヴーに逮捕された。彼らはすぐに釈放されたが、これはモローとベルナドットへの牽制目的で仕込まれたことで、ベルナドットとダヴーの因縁の起源となった。同じ年レンヌにて彼の部下だった将校数名が、ナポレオンに対抗するため軍人たちに決起を促すビラを配布しようとした罪で逮捕された事件は、ベルナドットが関与した明確な証拠はなかったものの、ナポレオンは彼の無遠慮な体制批判が部下のこのような行為を引き起こしたとして激怒した。
ナポレオンはベルナドットを遠ざけるためフランス領ルイジアナの総督に任命する。ベルナドットもこの頃本気でアメリカ移住を考えていたためラファイエットに相談するなど前向きにその準備をしたが、彼が要求した3,000人の入植者と兵を伴う条件をナポレオンが拒絶したため任命は撤回される。1802年12月、ナポレオンのベルナドットに対する苛立ちは頂点に達し、タレーランの計らいでアメリカ駐在大使に任命することで本腰を入れて追い出しにかかる。しかしながら翌年ナポレオンがルイジアナをアメリカ政府に売却したことと、アミアンの和約が破られ再びイギリスと交戦状態になったためこの話も白紙に戻ることになった。
パリに戻ったベルナドットはその後1年近く無役のままで過ごした。この頃、イギリス大使ウィットワース卿がロンドンに帰還した際、ナポレオンが死亡した場合、モロー、マッセナ、ベルナドットの3頭体制の政権が出来るだろうと報告をしている。そして同卿はこの3頭政権は他の大陸国家との戦争勃発を防いで平和に貢献するだろうとの興味深い意見を述べている。ただ、モローとベルナドットはもはや共和政再興は不可能と考えていた。その代替としてモローは王党派に共感を寄せ、結果的にカドゥーダルの陰謀に連座する形でアメリカに追放された。他方ベルナドットはブルボン朝よりはナポレオンの方がまだましだと思っており、政治体制を専制政治から立憲政治へと転換させることで、ナポレオンが「クロムウェルではなくワシントンの先例に倣う」ことを希望したという。

### 帝国元帥時代

#### 『和解』と元帥任命

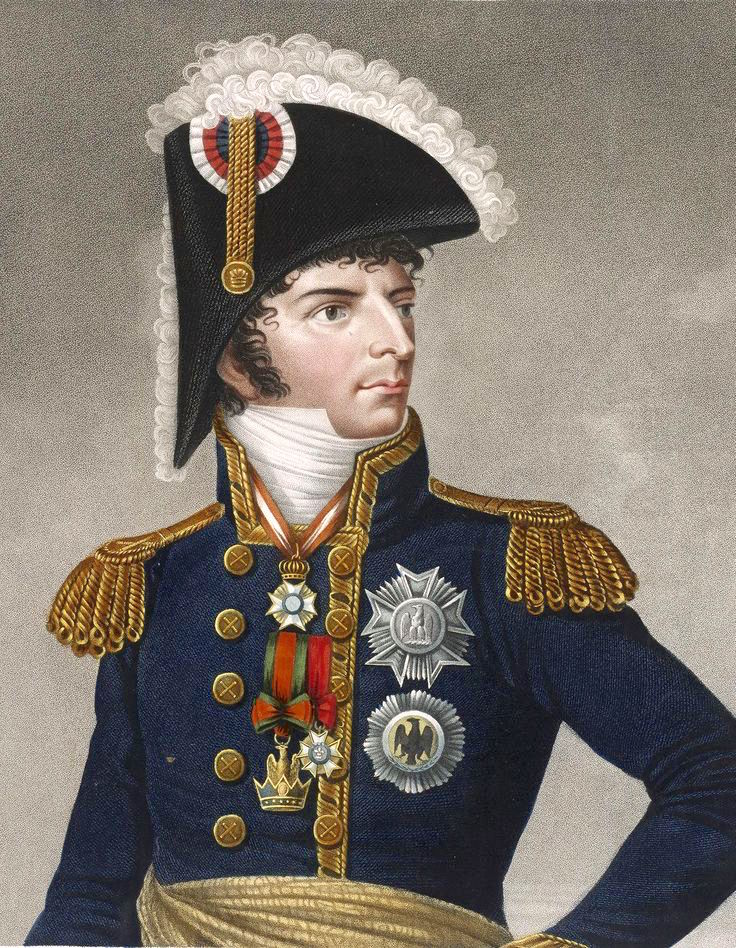
帝国元帥ベルナドット

1804年の春、ベルナドットは未だにナポレオンに批判的な将軍の一人と目されていた。その年5月、ベルナドットはナポレオンに招かれ自分の味方をするよう説得を受ける。その場でナポレオンは、共和政は過去のものであり、革命の成果を守るにはフランスを帝政の下に再構築するしかないと指摘したという。この時の心境をレカミエ夫人に「選べる道はひとつしかありませんでした。私は彼に好意を持つことはできないが、忠実に協力すると約束しました。そしてこの言葉を守るつもりです」と告げている。この『和解』の後の1804年5月14日、ハノーファー軍総司令官と総督に任命された。そしてナポレオンが皇帝に即位するのと同時に帝国元帥の称号を与えられる。

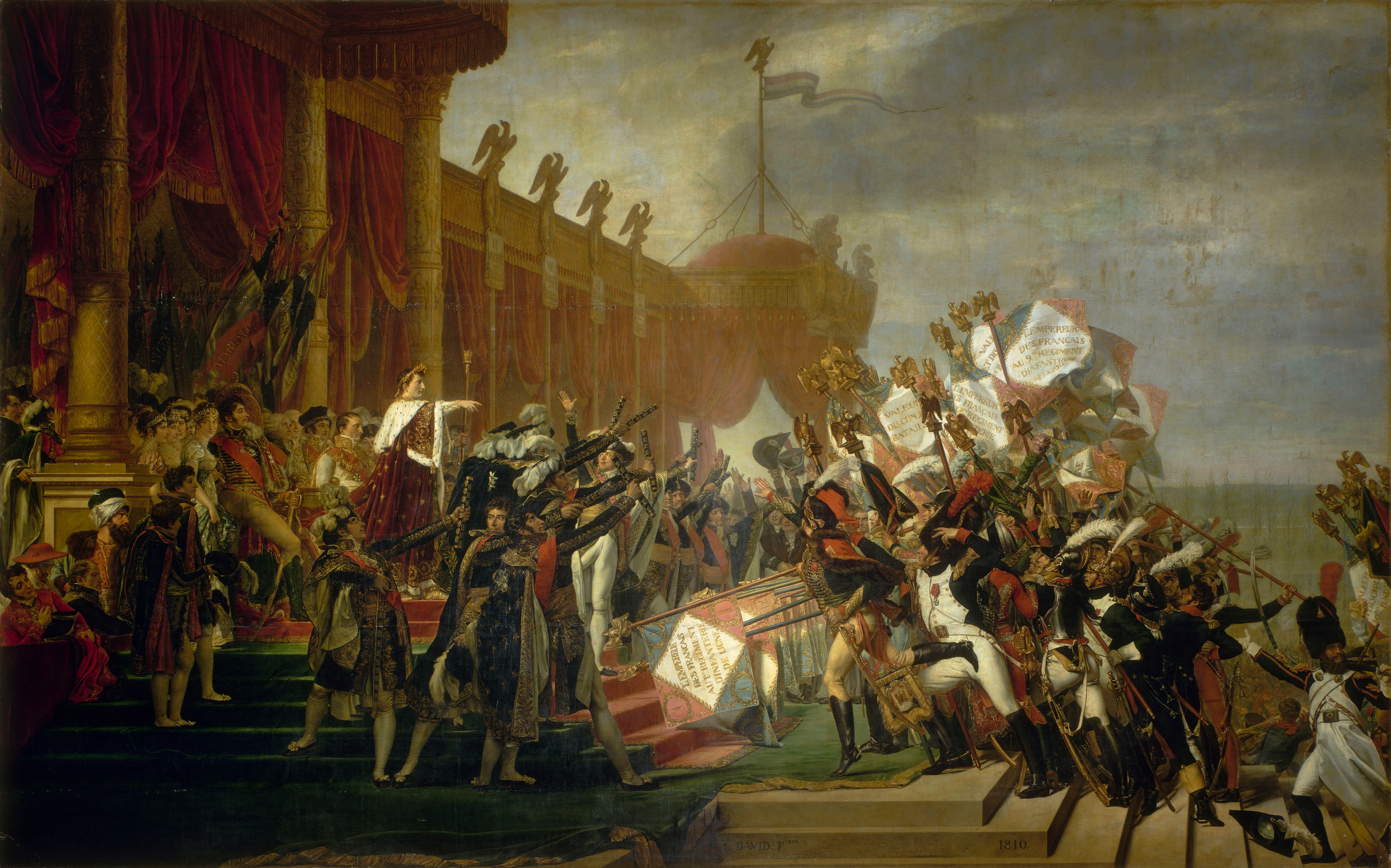
「陛下、私は長い間フランスは共和政の下でのみ繁栄を得られると考えておりました。この信念は経験によってその過ちに気付くまで私を導いていました。陛下が遂行を望まれる任務に対する私の熱意に信を置いて下さるよう懇願いたします。」—ベルナドット
1804年5月23日、元帥任命にあたっての宣誓の言葉

1804年6月17日、ベルナドットはハノーファーに到着し、市民の歓迎を受けた。ライン方面軍時代の彼の軍隊の規律の行き届いた様はハノーファー市民の耳にも届いていたのである。そしてベルナドットは、自主性、穏健さ、行政管理能力において高い評判を得ることになる。着任してから数週間のうちに、市政府とゲッティンゲン大学に対して前任者より公正な管理を行った。また、税制の公正化も行っている。1804年の秋、フランスは北ドイツの領邦から3万ポンドを没収し国庫に納めたが、ベルナドットはハノーファー市の財政負担を減らすため、その金額をハノーファー駐留軍の軍資に回してもらうようナポレオンに願い出てその許可を得ている。加えて、1804年の冬から1805年の春にかけ、組織的に穀物を輸入することで飢饉の救済にあたった。ベルナドットの高い評判は他の同僚たちと対照をなすものであった。この当時、フランス軍の将軍の多くは占領地にて諸々のやり方で私腹を肥すのを常道としていたのである。ハノーファーにてベルナドットは長期にわたる独立した軍の指揮権と軍政・民政両面の管理を経験し、これは彼の将来のキャリアにとって試金石となった。

#### オーストリア戦役
1805年8月、第3次対仏大同盟が結成されたことで、ナポレオンは大陸軍を東方に向けて進軍させた。ベルナドットはハノーファーから15,000の兵を率いてワルツブルクへ移動し、そこでバイエルン兵20,000と合流し、双方の兵から成る第1軍団を構成しその司令官となった。後にウルムの戦役と呼ばれるこの戦役にて、ベルナドット第1軍団はフランス軍の左翼を担い、マック将軍が率いるオーストリア軍の退路を断つよう行動する。第1軍団はゲッティンゲン–ヴュルツブルク間の350kmをわずか10日で駆け抜けるという驚異的な行軍をしたにもかかわらず規律を保っていた。9月27日にヴュルツブルクに到着し、5日の休息の後アンスバッハを経てインゴルシュタットまで行軍した。アンスバッハは当時中立国であったプロイセン領であり、ベルナドットは領土侵犯に際し現地住民に負担をかけぬよう注意を払った。10月12日、第1軍団はミュンヘンを占領し、1,500人の捕虜を得た後、ロシアのミハエル・クトゥーゾフ軍に対して迎撃態勢をとった。
10月20日のウルムの戦役におけるフランス軍の勝利の後、ベルナドットはクトゥーゾフに向かって進軍する。10月30日、第1軍団はザルツブルクを占領した。そこからメルクに移動し11月14日までにドナウ川を渡りクトゥーゾフ軍を攻撃するようナポレオンの命令を受けたが、メルクまでは200kmに渡る複雑な地形を行軍せねばならず、またドナウ川は増水していたうえ舟橋もなく軍団の渡河に時間を要し、ドナウ川北岸に辿りついたのは16日になった。結果的にクトゥーゾフを取り逃がすことになったとしてナポレオンは激怒した。皇帝は兄のジョゼフに対し、「ベルナドットは私に1日を無駄にさせた。世界の命運をかけた1日を」と怒りの心境を述べている。

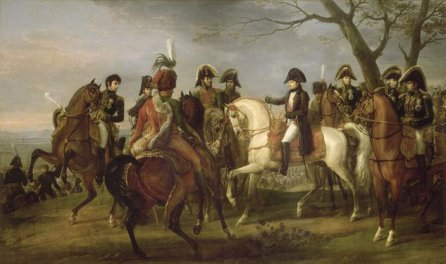
アウステルリッツの戦い<1805年>

ドナウ川を渡った後、ベルナドットの軍団は北に向かい、モラヴィアにて決戦となることを見越してイグラウに拠点を置いた。11月の末までに、オーストリアとロシア両軍85,000兵はブルノとオロモウツの間に集結していた。ナポレオンの戦略はベルナドットの第1軍団とダヴーの第3軍団による陽動で、敵軍に小規模な軍勢と対峙していると思わせることだった。11月29日、ベルナドットは第1軍団内のフランス人兵を率いてアウステルリッツに向けて行軍するよう命令を受ける。12月1日の夜、元帥たちはナポレオンの総司令部に集結し順々に指示を受けた。皇帝の幕僚のセギュール伯は、ナポレオンがベルナドットに指示を与えた時の態度は「よりそっけなく、より横柄だった」と回顧している。アウステルリッツの戦い当日12月2日の正午過ぎ、1,000のロシア騎兵がプラツェン高地を駆け上るスールト元帥の軍団を急襲しフランス軍の戦列を破ろうとした。その時ベルナドットは北に向かって離れた位置にいたが、フランス軍の防衛線が脅かされているのを見て、自己判断で1師団をスールトの援護に送った。この行動はナポレオンの期待通りに戦いの趨勢を変化させる。戦闘終了後、皇帝は前夜とは態度を変えて、第1軍団の戦勝への貢献に満足を見せた。
オーストリアとのプレスブルクの和約の後、ナポレオンはベルナドットをアンスバッハの総督に任命する。アンスバッハにおいてもベルナドットは公正な行政官として評判を残した。この時期、皇帝は親族に対し占領地を貴族の称号とともに分配しており、周囲はベルナドットもアンスバッハ公爵に叙爵されるのではと予想していたが、代わって1806年7月6日、ポンテ・コルヴォ大公に叙爵された。ポンテ・コルヴォは教皇領に属していたイタリアの小さな街で、ナポリ王となったジョゼフの王国に組み込まれていた。ナポレオンはマッセナかベルナドットのどちらに与えるか悩んだが、最終的にベルナドットを選んだという。ナポレオンはベルナドットの叙爵についてジョゼフに「これは貴方の細君を思ってのことだ。もっと良く仕えてくれて信頼の置ける忠実な将軍はいる。しかしナポリ王妃の義弟が宮廷で相応の地位にある方が望ましいと思ったのだ」と述べている。そこから得られる収入は他の領地と比べ特段多いものではなかったが、この叙爵は同僚たちからの嫉妬を駆り立てたと言われる。

#### ドイツ・ポーランド戦役
1806年の秋、ベルナドットは第1軍団を率いてプロイセンとの戦役に従軍する。ナポレオンの命令は、ニュルンベルクにて兵21,000を集結させたのちミュラの騎兵とともに、先鋒となってプロイセンの同盟国ザクセン選帝侯領のライプツィヒに向けて進軍し、次いでベルリン攻撃に向かうというものだった。ベルナドットとミュラの後にはダヴーの第3軍団が続く予定だった。

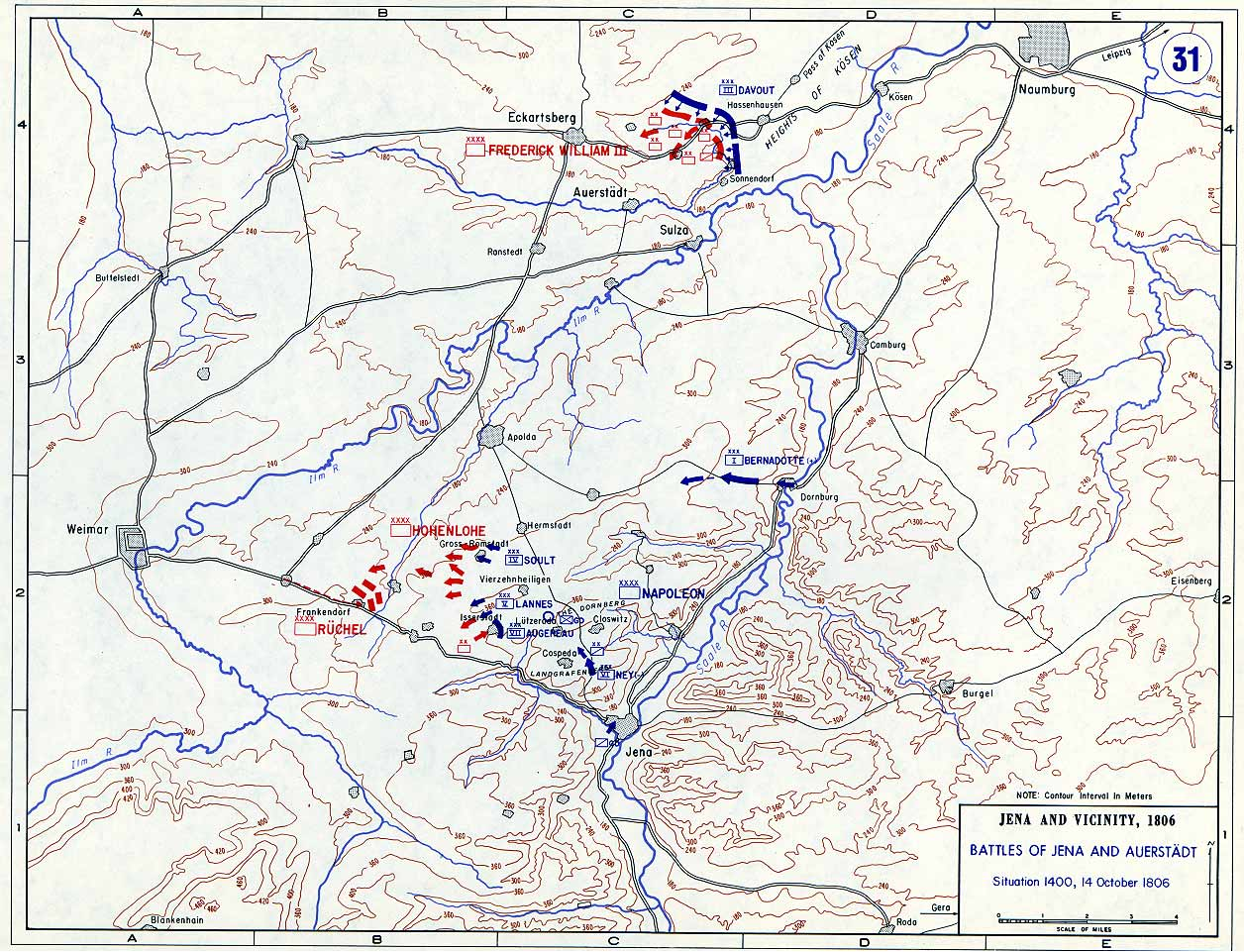
イエナ・アウエルシュタットの戦い
10月14日14:00時点の布陣
両戦場の戦闘は正午過ぎには大勢が決し、プロイセン軍は後退を開始した。ドルンブルクに到着したベルナドットは、プロイセン軍の退路の結節点のアポルダに向け自発的に行軍する。

10月12日、ブラウンシュヴァイク公率いるプロイセン軍が自身の予想より遥か西方にいる事を知ったナポレオンは当惑し、その後斥候から届けられる情報に応じて頻繁に作戦変更を行った。ベルナドットの第1軍団は足場の悪い森の中を北東に向けて120kmにわたり行軍しており、ナポレオンから遠く離れていたため作戦変更に即座に反応しづらい状況だった。ナポレオンはイエナで全プロイセン軍と対峙していると想定し、決戦の日を当初の予定の10月15日ではなく14日に突如変更した。全元帥の中でベルナドットただ一人が、その変更を直接知らされなかった。13日の夜、ナポレオンはダヴーにナウムブルクから引き返してアポルダに向かい、プロイセン軍の背後を襲うよう命令を送った。ダヴーはその命令書の写しを近くにいたベルナドットに渡す。それに記された「皇帝が彼にドルンブルクに向かうよう望む」との曖昧な文言に従い、ベルナドットは14日明け方にナウムブルクを出立し、ダヴーとは別路を通ってドルンブルクに11時に到着した後、アポルダに向かい16時に同地にたどり着いた。悪路に阻まれイエナの戦いには間に合わなかったが、軍団をアポルダ高地に布陣させることで、プロイセン軍の退路を脅かすことに成功した。
後年ナポレオンは、ベルナドットがアウエルシュタットにてプロイセン軍の主力と遭遇したダヴーの援軍要請を嫉妬心から拒んだと非難し、彼を軍事裁判にかけるため執行令状にサインをしたもののジョゼフやジュリー、デジレの事を思い取りやめたと述べているが、この見解に対して、むしろナポレオン自身に過失があったと異論が唱えられている。実際のところ、ナポレオンは作戦立案を総司令部に集中させすぎたあまり、元帥たちは作戦の全体像を把握できていなかった。ベルナドットはあくまでも皇帝の指示通りに行動したのであり、ナポレオンと参謀長のベルティエが敵主力の位置を読み間違えるという深刻なミスを犯したことのスケープゴートとしてベルナドットが槍玉にあがったという見方もされている。
その後ベルナドットはプロイセン軍の追撃を命じられ、3日後の10月17日ハレにてヴュルテンベルク公オイゲン率いる優勢のプロイセン軍を打ち破った（ハレの戦い）。ただしこの戦功は総司令部では喜ばれなかったという。戦闘終了3日後にハレに立ち寄ったナポレオンは戦場の光景を見て、「ベルナドットは手段を選ばない。いつかあのガスコン人は捕らえられるだろう」との謎めいた発言をしている。

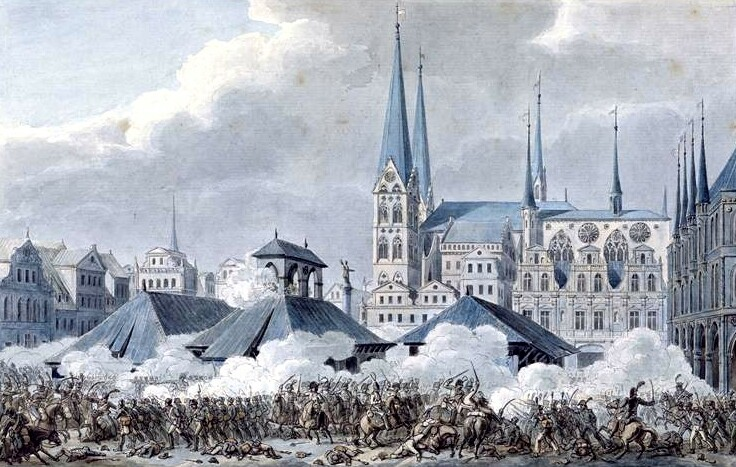
リューベックの戦い<1806年>

次いでベルナドットは北ドイツを150km横切って10月22日にエルベ川を渡り、その3日後にブランデンブルクを押さえた。そして11月6日、ミュラとスールトの軍団と共にプロイセン軍が逃げ込んだリューベックを攻略し、シャルンホルスト、ブリュッヘルらプロイセンの将軍たちを捕虜とした（リューベックの戦い）。戦闘終了後、リューベックの街はフランス兵による大規模な暴行と略奪の対象となった。本来戦争とは無関係であるはずの中立都市を襲った悲劇は国際社会の憐憫を誘ったという。ベルナドットは麾下の兵を押さえ込み、略奪を行った者は罰する旨通告を行ったことで、市当局から感謝され馬6頭を贈与された。
このリューベックにて、プロイセン軍の援軍として来ていたスウェーデン兵1,500が捕捉される。ベルナドットはスウェーデン人捕虜を寛大に扱い、彼らを母国に帰還させるよう命じた。スウェーデン軍の指揮官であったグスタフ・フレドリク・メルネル伯爵はベルナドットの宿舎に同宿しもてなしを受けた。その時ベルナドットはスカンジナビアの情勢に興味を示したという。スウェーデン軍人たちは感銘を受け、母国に帰還したのち、いかにポンテ・コルヴォ公が公平公正にリューベックの治安維持に取り組んだか周囲に告げて回った。
プロイセンは敗北したものの、ロシアとは依然として戦争を続けており、ベルナドット第1軍はリューベックを発ってポズナンに向かうよう命令を受けた。霙が降りしきる悪天候にもかかわらず、200kmを35時間で踏破している。ポズナンにてナポレオンから大陸軍の左翼を任され、その際ネイとベシエール両元帥を指揮下に置くこととなった。本人曰く「世界最悪の土地」でベルナドットは2ヶ月以上ベニグセン将軍率いるロシア軍と対峙しあった。トルンとグロンド間の街道における競り合いにてベルナドットの軍は名を挙げたが、補給が十分でなく、他の指揮官達と共に皇帝に対し冬営を敷くよう促した。しかしベニグセン軍は冬にもかかわらず攻撃を仕掛けてきており、12月26日のプウトゥスクの戦いではランヌ元帥の第5軍団に著しい損害を与えていた。オステローデにある第1軍団の前線基地も急襲されたが、ベルナドットが素早く反撃に出たため1807年1月25日のモーランゲンの戦いにてロシア軍を破り勝利を収めることができた。ちなみに敵将のベニグセンはハノーファー出身で、コサック兵に奪われたベルナドットの私物を「元帥のハノーファーにおける善政に敬意を表して」戦闘終了後に返還してきている。
ナポレオンはベニグセンを罠にかけようとしたが、ロシア軍はフランス軍の伝令を捕まえてその作戦を知り、北東のケーニヒスベルクに向かって後退した。伝令がベルナドットに届かなかったことで、彼は2月7日から8日にかけてのアイラウの戦いに参加できなかった。アイラウの戦いにてフランス軍は3人に一人が戦死ないし負傷しており、ナポレオンはベルナドットが参加していればこの損害は免れたと詰った。しかし次第にこの責任はベルナドットにはなく、ベルティエの伝令の出し方の不注意によるものと認識されるようになった。ナポレオンはアイラウの戦いの後、ベルナドットに送った手紙の中で第1軍団の貢献を誉めそやし、ポーにいる彼の兄に年金とレジオン・ド・ヌール勲章を贈与して機嫌を取っている。しかし以前からベルナドットは総司令部からの命令が度々遅れて届くことに神経をとがらせていたという。
1807年6月、ベニグセン軍とベルナドット第1軍団はエルブロンクにて戦闘を始めた。ベルナドットはシュパンダウに急行し、6月4日、ロシア軍による攻撃を撃退した。翌日、彼がシュパンダウにてフランス軍の海岸堡防衛の指揮をとっている時、マスケット弾を首に被弾し重傷を負う。落馬したものの、首に弾丸をめりこませたまま馬上で指揮を取り続けようとしたという。怪我の治療のためフリートラントの戦いは不参加となったが、ティルジットの和約の頃には回復しておりその式典に参加した。

#### ハンザ都市の統治とユトランド出兵
7月のティルジットの和約の後、ベルナドットはハンザ都市総督および総司令官に任命されハンブルクに司令部を置いた。ベルナドットはこの新しい任務を歓迎したものの、第1軍団の指揮権は新たに元帥に任じられたヴィクトルに委ねられることになった。これ以降ベルナドットが軍団規模のフランス兵の指揮権を与えられることはなかった。ナポレオンはベルナドットに、大陸封鎖令を北ドイツに施行させ、各港湾都市とイギリスとの貿易を阻止し、代わりにフランスと通商を行わせるよう命じた。更に、イギリス軍のデンマーク上陸を阻止し、そしてイギリスから援助金を得ているスウェーデンへの侵攻の準備をするよう命令を受けた。しかしベルナドットは大陸封鎖令を厳格に施行することは、各都市の財政に深刻な影響を与える事に気づいており、商人たちは彼が取り締まりに関して柔軟なやり方を用いたことに大いに感謝した。

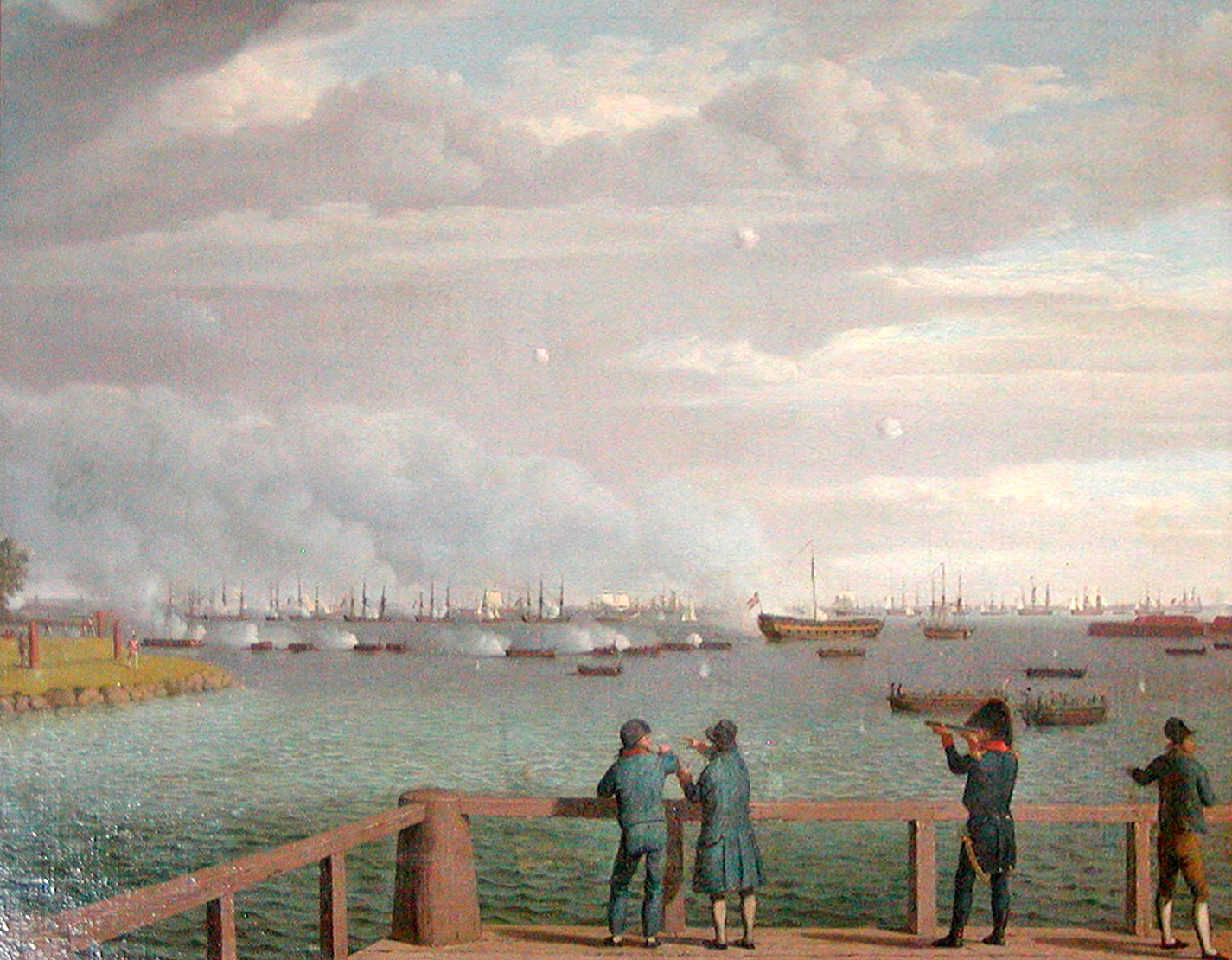
イギリス艦隊によるコペンハーゲン攻撃<1807年>

ベルナドットのハンブルク着任後すぐの1807年9月にイギリス艦隊によるコペンハーゲン攻撃が起きたが、その時点では彼にはデンマークを支援するための軍隊が備わっていなかった。10月に締結されたデンマーク−フランスの同盟によって軍の配備が容易になり、ベルナドットはオランダ兵の分遣隊をユトランドに、スペイン人軍をフューン島に移した。1808年の2月、ベルナドットはスウェーデンのスコーネを攻めるべくスペイン兵、オランダ兵、デンマーク兵、フランス兵から成る混成軍団を組織した。しかしこの軍団はユトランドからそれ以上動くことはなかった。ティルジットにてナポレオンはアレクサンドル1世に第2次ロシア・スウェーデン戦争でロシアのフィンランド獲得の支援を行うと約束していたものの、ナポレオンはロシアの迅速な勝利を望まなかった。ロシアがバルト海方面にかかり切りで、ポーランド以南に野心を向けない方が都合が良いと考えたためである。またベルナドットの方もスウェーデン侵攻を回避しようとしていた。麾下のスペイン人兵の忠誠心を信用しておらず、加えてスカンジナビアをフランスの軍事力で制圧することの重苦しさに理由を見出せなかった。ハンブルクに滞在している間にベルナドットはスウェーデンの事情に精通し、ナポレオンに対し、スウェーデン貴族の内部では親フランス・反デンマークの派閥が影響力を持っており、それゆえフランスがデンマークに肩入れしすぎることは、スカンジナビア情勢を見誤ることになると報告している。
1808年8月、デンマークに駐留しているスペイン兵9,000が半島戦争にて母国を支援するため、イギリス艦隊に乗り込んで脱走した。スペイン人兵の脱走は、ナポレオンが命じたデンマーク諸島における部隊の散開も無関係ではないが、脱走したスペイン兵の指揮官のロマーニャ侯爵に信用を置いていたベルナドットも責任を負うものだった。
ナポレオンはイベリア半島に親征に向かうにあたり、ダヴーにライン方面軍の総司令官としてほぼフランス兵からなる90,000の軍団を残し、事実上ドイツの統治者としての権限を与えた。他方ベルナドットは、北ドイツとデンマークの港湾の防衛用に12,000兵を与えられたのみで、しかもそのうちフランス兵は定員に満たない1師団だけだった。ダヴーは大陸軍内に諜報網を張り巡らせており、ベルナドットは自分への手紙がダヴーに開封されたことを知り憤慨している。

#### ヴァグラム〜ワルヘレン
再び大陸にて戦争の気配が高まるのと同時にベルナドットは体調を崩し、ひどく血を吐くようになる。妻デジレも心配して看病にやって来た。ベルナドットはナポレオンからハノーファーにデュパ将軍のフランス人師団を伴って移動すること、更にドレスデンに行軍し、そこでザクセン軍と合流して第9軍団を編成し指揮をとるよう命じられた。ベルナドットは皇帝に健康上の理由で軍務に就くことは難しいと訴えた。また4年前バイエルン兵を率いた際に相互間の誤解が作戦行動を困難にした経緯があり、今回の戦役でも意思疎通と士気の両面において不利になる外国人兵を軍の主力として指揮するよう命じられたことに不満を述べた。実際、1805年にはバイエルン兵、07年にはポーランド兵、08年にはオランダ兵、スペイン兵、デンマーク兵そして09年にはポーランド兵とザクセン兵という様に、フランス兵と混成だったケースもあるものの、ベルナドットには外国人兵ばかり割り当てられているとの指摘がされている。またベルナドットは参謀長ベルティエ経由で送られる命令に矛盾があること、また遅いタイミングで送られてくることに不満を募らせていた。このような采配には、数年来パリにて嫡子のいない皇帝の後継者としてベルナドットの名前が噂されていたこともあり、かつての政敵であるベルナドットのフランス軍内部の影響力を削ぎ、かつ名声を得る機会を与えまいとするナポレオンの政治的意図があったのではと推測されている。いずれにせよ、一連の出来事はベルナドットのプライドと繊細な神経を圧迫したことは間違いなかった。
結局ベルナドットの訴えは受け入れられず、1809年3月、彼は健康状態が悪いにもかかわらずハノーファーとドレスデン間の500kmを6日で移動した。3月22日にザクセンの首都ドレスデンに到着したが、ザクセン王ですら彼の任命を知らされておらず、遅れてベルティエからその通知書が届けられた。また彼は自分への命令書がダヴーの司令部を通して送られていることにも怒りを覚え、軍を辞めるとまで言ってナポレオンに不平を伝えたが無視された。また合流したザクセン軍が鍛錬されておらず、実戦投入が厳しいことを繰り返し皇帝に訴えている。ナポレオンはベルナドット第9軍団に16,000のザクセン兵を伴ってオーストリアにやってくるよう命令を出した。だがナポレオンはドレスデンを無防備なままにさせたため、ベルナドットが出立した後にオーストリア軍によって街が略奪されてしまい、その事は第9軍団のザクセン兵の士気を著しく低下させる。
第9軍団は1809年4月16日にドレスデンを出立し、ベルティエの一貫性のない指示に従って5月17日にリンツに到着する。リンツ–ウーアファールの戦いではヴュルテンベルク軍ら他のドイツ人兵も指揮し、オーストリア軍の撃退に成功した。リンツに数週間留まった後、ザンクト・ペルテンの総司令部に到着する。デュパの師団を予備役として与えられたことでベルナドットのザクセン兵に対する不安は部分的に補われた。

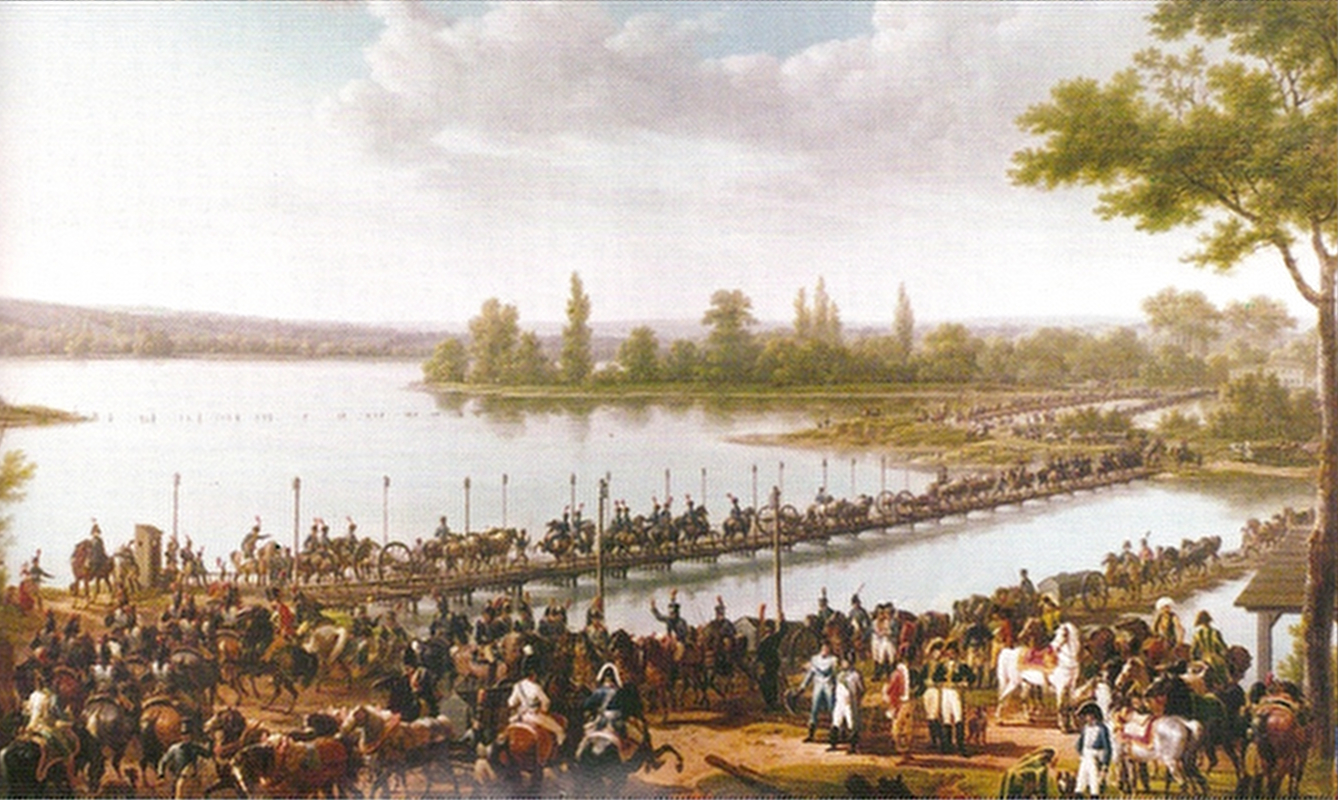
ヴァグラムの戦いードナウ渡河ー<1809年>

ドナウ川を渡った後、1809年7月5日の午後にベルナドットの軍団はアーデルクラー村を押さえた。19時、ナポレオンはヴァグラム村を奪取するよう、ウディノ、ウジェーヌ、ベルナドットに命令を出す。しかしその時、総攻撃に踏み切るには各軍の足並みも態勢も整っていない状態であった。ベルナドットはラスバッハ川を渡ってヴァグラム村のオーストリア軍を攻撃するよう命令を受けて、援護のためにデュパ師団を投入しようとしたところ、それらがベルティエによってウディノの軍団に回されたことを知った。第9軍団は歩兵、砲兵の兵力が弱い状態であり、2度に渡ってナポレオンに増援要請をしたが拒否されたため、その状態で攻撃を敢行したザクセン軍は大きな損害を被り、アーデルクラー村に退却する。またヴァグラム村では薄暗がりの中同士討ちが起きたという。7月6日の朝、ベルナドットの軍団はアーデルクラー村を引き払い後退した。皇帝はベルナドットに対しマッセナの軍団と共にオーストリア軍に占領された村を再度奪回するよう命じた。戦闘が再開されたがザクセン軍は陣を持ちこたえられず潰走する。最もザクセン軍だけではなく、この時はマッセナ軍団も潰走していたとの指摘もある。ベルナドットが潰走する兵の群れに馬を乗り入れ、再度戦列を立て直そうと試みている最中に皇帝がその場にやってきた。両者の間で激しい言い争いがあったが、ベルナドットはその3日後までザクセン軍の指揮を取り続けている。
ベルナドットのザクセン軍はヴァグラムの戦いにおいて高い代償を払うことになった。彼らのうち3分の1以上が負傷ないし戦死している。戦闘終了後の数日間ベルナドットは負傷者の救護に当たった。彼は皇帝の発した戦勝の布告の中でザクセン軍が不当にも無視されていると感じ、別の布告を発して彼らの奮闘を称賛した。ナポレオンはそれを知ると、ベルナドットが「健康上の理由」でパリに帰還することを許可した。実際のところ、皇帝の著しい不興を被ったことは明らかであった。
7月25日、ベルナドットはパリに帰還した。その3日後イギリス軍がフランス軍基地のあるアントウェルペンを目指してワルヘレンにて上陸を開始する。8月12日、警察長官のジョゼフ・フーシェがベルナドットに国民衛兵を率いて防衛にあたるようナポレオンからの命令を伝えた。ベルナドットがアントウェルペンに到着した8月15日、街の状況は混乱を極めており彼は広域にわたる守備体制を組織する。しかしイギリス軍はマラリアのため自滅しており、街が攻撃されることはなかった。
その後、ベルナドットは新しい布告を発し、国民衛兵の勇気と愛国心を賞賛した。ナポレオンはその話を聞くと、折しも共和主義者がベルナドットを担いで政権打倒を目論んでいるとの噂を耳にしたことから、彼とフーシェが自分に対して謀略を巡らしていると疑念を抱いた。そこで彼をパリから遠ざけようと、オージュローと交替でカタロニア方面軍総司令官に任じようとした。これはナポレオンが最後までベルナドットの軍事的才能を見限っていなかった証拠と言える。ベルナドットが着任を断ったところウィーンに呼び出されたため、はるばる1,350kmを9日かけて移動し、10月9日、シェーンブルン宮殿にて皇帝と面会した。ナポレオンはベルナドットに対し論争の的となっている諸々の行動について説明するよう求めた。ナポレオンから、スウェーデン攻撃を自身の裁量で差し控えたことを咎められると、「欧州で陛下を心から慕っている国民はもはやスウェーデン人とポーランド人だけではありませんか！」と言い返したという。ナポレオンはベルナドットをローマ総督に任命した。ベルナドットは拒否できなかったが、健康のためにしばらく休みを取らせて欲しいと伝えた。そしてウィーンよりパリに帰還した後公務につくことはなく、幾分面目を失いつつ、事実上退役した状態で過ごした。おそらく起源をブリュメール18日のクーデター以前まで遡る両者の緊張関係は、1804年の『和解』を経てもなお解消されることはなく、遂に限界に達したかに思えた。

### スウェーデン王太子時代

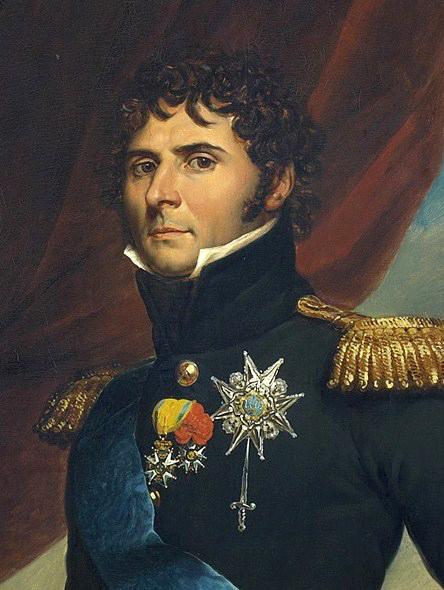
スウェーデン王太子カール・ヨハンとして

#### 王位継承者のオファー
1809年、スウェーデンでは第二次ロシア・スウェーデン戦争にてロシアに敗北しフィンランドを割譲させられたのち、軍人たちが国王グスタフ4世アドルフに対しクーデターを起こし、国王を国外追放した。そして国王の叔父にあたるカール13世が新たに王位に就いたが、嗣子がいないためにデンマーク王家の分家にあたるアウグステンブルク家のカール・アウグストが王太子に選ばれた。しかし1810年5月、スウェーデンに来て間もない頃、王太子は乗馬中に事故死を遂げる。カール・アウグストの突然の死は王位継承者問題を生じさせた。候補者には
１．カール・アウグストの兄、アウグステンブルク公フレゼリク・クリスチャン2世
２．デンマーク国王フレゼリク6世
３．ロシア皇帝アレクサンドル1世の従兄弟、オルデンブルク公アウグスト
が挙げられた。カール13世と枢密院は協議の上、アウグステンブルク公を次期王太子の第一候補とした。そして正式に決定する前に、欧州の支配者であるフランス皇帝の意向を伺った方が良いだろうと、使者をパリに遣わした。使者の一人カール・オットー・メルネル中尉は、かつてリューベックにてベルナドットのもてなしを受けたメルネル伯爵の従兄弟であった。スウェーデン軍人の中には、ロシアに割譲されたフィンランドをフランスの助力を得て奪回しようと、その機会をうかがっているグループがあり、メルネルもその一員であった。1807年のティルジットの和約以降、仏露は同盟関係にあったが、近い将来両国間の戦争勃発は不可避だと彼らは考えていた。そこにスウェーデンもフランス側について参戦し、フィンランドの奪回を果たすというのが彼らの狙いであった。
パリに到着したメルネルは、その目的のためにも瑞仏関係を強化する人物を王位継承者に据えるのが望ましいと考え、独断で候補者に接触することにした。6月25日、メルネルはベルナドットと面会し、彼を候補者にすることを持ちかけた。メルネルはベルナドットにスウェーデンはプロテスタントに改宗可能で、能力に長け、ボナパルト家と繋がりがあり、かつ後嗣となる息子を有しているフランス人を必要としていると告げた。加えて、スウェーデン国内にてベルナドットの名がリューベックでスウェーデン兵捕虜を寛大に扱ったこと、スウェーデン攻撃を差し控えたこと、北ドイツにて人道的な統治を行ったことで知られていたことも背景にあったという。話を聞いたベルナドットは半信半疑で、フランス皇帝とスウェーデン国王の承認なくして候補者になることはないが、自分としては差し支えないと返答した。その後メルネルは別件でスウェーデンからパリに来ていたファビアン・ヴレーデ将軍にこの計画を明かし、彼の協力を得ることができた。ヴレーデが再度申し入れを行ったことで、ベルナドットにスウェーデン軍人が本気でフランス人の候補者を求めていると確信させた。ヴレーデはベルナドットの人物像を称賛する手紙をメルネルに持たせて帰国させる。
ベルナドットは上述の話があったことをナポレオンに手紙で告げたところ、スウェーデンの意向はアウグステンブルク公だと知らされていたナポレオンは驚き、より好ましい候補をと思い、継子ウジェーヌ・ド・ボアルネにこの話をしたが当人から断られた。そこで皇帝自身の意向として同盟国デンマーク国王フレゼリク6世がスウェーデン王位を兼任するのが望ましいとスウェーデン公使に告げたが、ベルナドットが候補者になることには否定も肯定もしなかった。その理由ははっきりしない。ベルナドットが選ばれる見込みは薄く、もし自分が推薦して彼が落選したら皇帝の威信に関わるが、そうしなければただ本人が恥をかくだけだと考えたからだとも、ベルナドット以外にスウェーデン議会の支持を得られる部下がいないと気づいたからだとも推測されている。いずれにせよ皇帝の曖昧な態度は、スウェーデン側に王位継承に関して幅広い選択肢を与えられたとの解釈をもたらした。
一方、7月12日にスウェーデンに帰国したメルネルは独断専行で候補者探しをした科で地方に送られる憂き目にあったが、彼の計画は軍部を中心に徐々に支持者を集めていった。とりわけ従兄弟のメルネル伯爵らリューベックでベルナドットに世話になった軍人たちは議会で盛んにキャンペーンを張り、次第に党派を形成するまで支持者を集めていった。その頃パリのベルナドットは知人の商人フォーニエに肖像画などを持たせてスポークスマンとしてスウェーデンに送ることにした。7月30日、エレブルーで議会（リクスターグ）が開会される。まず12人から構成される枢密院で各候補者が審議されたのち、議会にて採決を取り、最後に国王の承認を経て王位継承者が決定される段取りとなった。8月2日の枢密院では12人中11人がアウグステンブルク公を、ヴレーデ将軍のみがベルナドットを支持したことで、彼が継承者になる見込みは失われたかと思えたが、ちょうどその頃フォーニエがエレブルーに到着し、議員らに向かってベルナドットの利点を強調して回った。とりわけベルナドットが個人資産を国庫に供出しても良いと言っていることは財務大臣の心を動かし再度枢密院にて投票が行われることになった。またナポレオンがデンマーク国王支持の駐在公使を引き上げさせたことを、スウェーデン人たちは皇帝がベルナドット支持に回ったと解釈した。

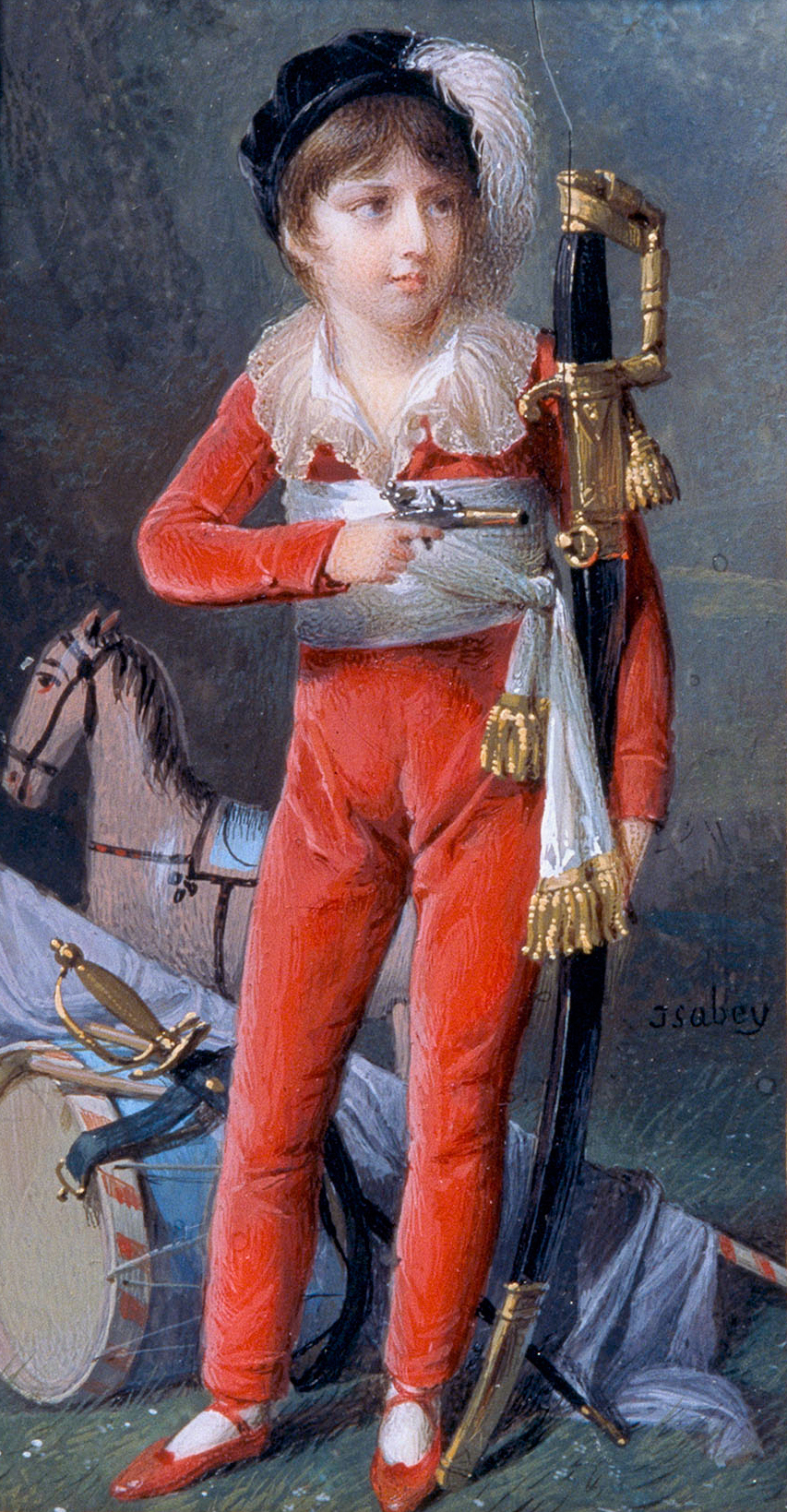
ベルナドットの
息子オスカル（のちのオスカル1世）

そんな中、ベルナドットを巡る選挙キャンペーンはストックホルム中を巻き込む狂騒へ発展していく。ストックホルム知事はカール13世に、「もしベルナドットが選ばれなかった場合、市内の平穏を保つ自信がない」と報告し、また側近の一人は「誰もが小さなオスカル（ベルナドットの息子）の肖像画を見るためにヴレーデ将軍の元に駆けつけている」と報告している。カール13世は熱狂する大衆を見て、議会の採決が下りる前にベルナドットを王太子にすることに同意した。8月16日、枢密院にて10人中8人がベルナドットを支持し、21日の議会では満場一致でベルナドットが王位継承者として採決された。
フォーニエの働きがこの結果に貢献したことは確かだが、実際は複合的な要素が作用しあってベルナドットの選出をもたらしたと推測される。アウグステンブルク公のカリスマ性の欠如や、当時のスウェーデンの国内事情も無関係ではない。当時のスウェーデンは領土喪失以外にも、人口減少、財政破綻、軍の弱体化など問題山積みであり、ロシア公使をして「死にかけている」と言わしめる未曾有の国難に直面していた。従って、ベルナドットの広範囲にわたる優れた管理能力も重要な要素であり、これはアウグステンブルク公には備わっていなかった。1809年の憲法改正によってスウェーデンは絶対君主制を廃していたが、スウェーデン人は国家を牽引する強力な君主を欲していたのである。
「私にとっては、彼がこの選任を受け入れないで欲しかった。だがどうやって干渉できよう？何よりも、彼は私の事が好きではない。...我々は互いを理解しあう事が無かった。もはや手遅れだ。彼には彼の目指す政策があり、私には私のがある。」

ナポレオンはこの結果を公の場では「我が帝国の誉れある業績にして栄光の拡張」と言祝いだが、オーストリア外相のメッテルニヒには、ロシアとの関係悪化につながること、平民出身者を王位につけることは既存の君主国に悪影響を及ぼすこと、他国の決定に介入はできないものの、カール13世がもっと早く相談してくれたら良かったがもはや遅すぎると不平を言っている。またカール13世の側近シュルマンはベルナドット選出へのナポレオンの影響に関して、「消極的かつ不本意なものだった」と述べている。ジョゼフ（スペイン王）、ルイ（オランダ王）やミュラ（ナポリ王）らとは違い、ナポレオンの力に依らず部下が王位につくことは、独立性を与えるという意味で他の元帥への悪例になることも危惧された。結局ナポレオンはこの結果は良い厄介払いになると納得したというが、他方でベルナドットがこの話を受諾せねば良かったとも言っており、候補者の可否を聞かれた際の曖昧な態度からも示されるように、ベルナドットのスウェーデン行きに幾重もの感情を抱いていたようである。
スウェーデンに向けて出立する前、ベルナドットはフランス人としての国籍と義務から解放する証書をナポレオンから得ようとした。ナポレオンは解放証書に「決してフランスに武器を向けない」との一文を差し込もうとしたが、ベルナドットはスウェーデン王太子として選任された以上、自身を外国に隷従させる如何なる取り決めも受け入れることは出来ないと抗議した。押し問答ののち、ベルナドットは「陛下、私に王冠を拒絶させることで、ご自身を上回る人間にしたいのですか？」と言ったという。これに対しナポレオンは「ならば行け！各々の運命を完遂しようじゃないか」と返答したとされる。
こうしてナポレオンから解放証書を得たベルナドットは、9月30日にパリを出立し、10月19日にデンマークのヘルシンゲルにてプロテスタントに改宗した。10月30日、スウェーデンのドロットニングホルム宮殿にて国王ならびに王妃と初対面を果たす。双方とも当初はベルナドットを王太子とすることを渋っていたが、会ってみてすぐさま魅了され良い印象を抱いた。カール13世は側近に「これは危ない賭けだと思った。だがわかった。私はその賭けに勝ったのだ」と言ったと伝えられる。11月2日、ベルナドットはストックホルムに到着した。5日、カール13世の養子となる宣誓式を行い、名前をカール・ヨハンに改めた。また同日、スウェーデン議会に公式デビューをし、そこにて所信表明を行った。

#### 『1812年政策』と中立維持
スウェーデンに来てすぐに新王太子は健康状態が悪化したカール13世に代わって摂政として国政に携わることなる。またスウェーデン王国陸海軍総帥として軍事面での指揮権も委ねられることになった。

スウェーデンの舵取りを行うにあたり、カール・ヨハンは3つの方針を自らに課していた。1）もはやナポレオンの凋落は不可避とみなすこと、2）スウェーデン経済にとって大陸封鎖令は有害でしかなくイギリスとの繋がりが必須であること、そして3）自身の統治者としての資質を証明せねばならないことである。最後にある資質の証明の最たるものが失われた領土の回復であった。
王太子は、スウェーデン人があまねく熱望しているロシアからのフィンランド奪回は、スウェーデンの国力では困難であり、再度ロシアに奪い戻される可能性が高く、しかもフィンランド人のスウェーデンに対する帰属意識は薄いため一体性を維持することが難しいと判断していた。むしろ王太子はデンマーク領のノルウェーに目を向ける。大陸に属するフィンランドを得るよりも、ノルウェーを獲得しスカンジナビア半島を一体化する方が自然国境論の視点からも適切であり、かつ大陸における紛争に巻き込まれることなく自国の平和と安定が守られると考えたのである。後年この政策はカール・ヨハンがロシアとの敵対関係を解消した年から『1812年政策』と呼ばれ、この国の安全保障政策の根幹となる。

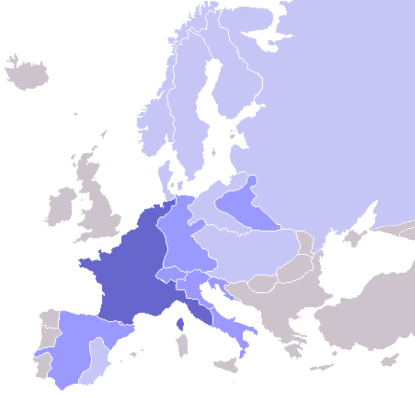
1811年の欧州勢力図
濃い青：フランス帝国
青：フランスの従属国
薄い青：大陸封鎖令施行国

王太子がスウェーデンに到着した直後の11月、ナポレオンはスウェーデンに対し、大陸封鎖令の徹底とイギリスへの宣戦布告を要求し、さもないとフランス、ロシア、デンマークからの制裁を受けると言い送ってきた。この要求は王太子、スウェーデン双方を困難な状況に置くものであった。スウェーデンは1810年1月のパリ条約で大陸封鎖令を施行する事を約束していたが、イギリスとの貿易を遮断することはスウェーデン経済にとって死活に関わる問題で、政府が阻止しようとしても密貿易が行われていた。また、バルト海を遊弋するイギリス艦隊を撃破してイギリス本土を攻めるなどほぼ不可能で、国家経済にも人口にも大きな損害を与えることは間違いなかった。よってスウェーデンはイギリスに宣戦布告したものの、両国は暗黙のうちに名目的なものと理解しており、イギリスとの貿易は密かに続けられた。それでも、スウェーデンに輸入される商品は1810年の48億ポンドから1811年の5億ポンドまで減少している。
一方フランスの同盟国ロシアも、ナポレオンからの要求にしびれを切らしていた。ロシアにとってイギリスは麻や木造船用の松の樹脂の重要な輸出先であり、最も必要とする織物の輸入元であった。他方フランスからの輸入品は贅沢品ばかりで、従ってロシアは貿易赤字に陥りルーブルの通貨価値は常に下落していった。1810年の終わりにロシアは関税法令を発し、大陸封鎖令からの脱却を決定する。そして共にフランスの政策に不満を持つ国同士、スウェーデンとロシアは接近しあった。王太子はロシアのアレクサンドル1世に対し、仮にフランスとロシアが交戦してもスウェーデンはフィンランドに一切手を出すつもりがないことを伝えた。

その一方で王太子はノルウェー獲得のためにもフランスとは良好な関係を維持したいと考えていた。王太子はナポレオンに、フランスの同盟国デンマークからノルウェーを割譲してもらえるよう働きかけて欲しいと要請するが、ナポレオンは拒絶しイギリスと直ちに開戦すること並びにフィンランド獲得を条件にロシアとの戦争に参加するよう要求した。王太子がノルウェーの北方の一州まで要求を下げてもナポレオンは断固として応じようとしなかった。もしナポレオンが妥協を示してスウェーデンのノルウェー獲得を援助していたら、この後カール・ヨハンがフランスとの関係を断ち切ることは無かったと指摘される。
1812年1月26日から27日にかけ、ナポレオンはダヴーに命じて予告なしにスウェーデン領ポメラニアとリューゲン島を侵略・占領させ、スウェーデン船舶を拿捕し、住民に負担金を課し、かつ駐留していたスウェーデン兵をフランスへ連れ去り、更には財源を国庫に没収した。その妥当な理由は大陸封鎖令を徹底するためにそこにある港湾を差し押さえることだが、より決定的な動機はロシア遠征前に側面の安全を確保するためであった。加えてカール・ヨハン個人に侮辱を与えるため、あえて彼の誕生日に狙いをつけて侵略は実行された。

果たして心理的な要素が背景にあったのか、少なくともその帰結を見るとナポレオンは重大な失策をしたと言える。この侵略が起きるまでスウェーデンはまだフランス寄りだった。だがこの行為は明らかに国際法違反であり、事実上戦争を挑んだに等しく、当然の成り行きとしてスウェーデンの世論は怒りに沸く。さらにはスウェーデン政府内の親フランス勢力をも敵に回すことになった。
この勢いを受けて、王太子はスウェーデンの中立を宣言して港湾を全ての国の船舶に開放すると共に、フランス以外の国との交渉を開始した。サンクトペテルブルクに使者を派遣して、ノルウェー獲得に向けてロシアの支援を得たい旨をアレクサンドル1世に伝えた。しかしこの時点では王太子はまだフランスに敵対する道を選択しなかった。3月、無謀な遠征を企てるナポレオンに親書を送り、欧州の平和の為にもフランスとロシアの調停役となることを申し出たが、ナポレオンは調停を拒み、フィンランド、ポメラニア、メクレンブルク、シュチェチン等を与える代わりにスウェーデン兵40,000を率いてロシアと戦うよう要求した。しかしそこにはノルウェー獲得について言及されておらず、かつ非公式であやふやな約束であったため、王太子はフランスに付くことはしなかった。
同年4月、非公式のやり取りの中で、王太子はロシア皇帝よりデンマークからノルウェーをスウェーデンに割譲すること、ならびにその為の軍事的支援への同意を得た。代わりにスウェーデンはフィンランドをロシアに委ねること、ロシアとフランスとの戦いにスウェーデン軍を参加させることに同意した（サンクトペテルブルク秘密協定）。さらに5月、王太子はロシアとオスマン帝国間の和平調停を行った（ブカレスト条約）。こうしてロシアは北方と南方に兵力を割く必要がなくなり、西から攻めてくるフランス軍に全勢力を集中できるようになったため、かえってナポレオンは不利な状況に立たされることになる。
また王太子はイギリス大使エドワード・ソーントンにノルウェー割譲にあたってイギリスの支援が欲しい旨書き送っている。この時期のスウェーデンは深刻な財政危機に直面していた。第2次ロシア・スウェーデン戦争にて莫大な戦費を費やし、スウェーデン国立銀行は銀貨を大量に発行していたため、高インフレかつ巨額の対外債務を抱えていたのである。1812年、王太子は議会にてフランス支配下にある国の債権者への支払いを拒否することを提案する。フランスがスウェーデンの船舶を拿捕した事を理由にこの提案は正当化された。これによりスウェーデンの対外債務は約1100万リクスダラーから約400万リクスダラーへと削減されることになる。7月、王太子がエレブルーに滞在している時、大陸軍がロシアの領土に侵入したことを知り、すかさずイギリス、ロシアの3国間で和平を締結した（エレブルー和平協定）。
スウェーデンとロシアとの相互理解と、カール・ヨハンの国際社会における影響力は、1812年8月にアレクサンドル1世とフィンランドのイェーボ（フィンランド語ではトゥルク）で催された会談によって強化される。

「（フランス軍の緒戦での勝利について）結果がどうであれ、陛下が心配するに及びません。ナポレオンは1戦目、2戦目、3戦目さえも勝利するでしょう。4戦目は勝敗がつきません。しかしながら、陛下が軍兵を温存すれば、必ずや5戦目は勝利を収めることができます。」

この頃フランス軍はロシア領土内を進軍中であり、アレクサンドル1世はサンクトペテルブルクが陥落するのではないかと不安を抱えていた。王太子はこの遠征が失敗に終わることを確信しており、「ナポレオンは、あたかも自殺を決意したのか、あらゆる警告にも耳を貸さず、敵の性質も、欧州の絶えざる苛立ちも、時間も、距離も、気候も考慮に入れることなく、国境線から800kmも隔絶した荒野に身を投げ込んでいます」と伝えて励ました。更に王太子は自身のデンマーク攻略を延期することで、もともとそのためにアレクサンドル1世が約束していたロシア兵35,000をフランス軍からの防衛に充てることができるようにした。王太子は「陛下が敗北したら、全欧州がナポレオンに隷従することになります」と述べた。アレクサンドル1世はこの寛大な計らいに非常に感謝し、王太子にロシア軍の最高司令官になるよう提案したが、王太子はこれを断り中立の立場を崩さなかった。その代わりアレクサンドル1世に書簡を送り続け、必要とあればカスピ海までフランス軍を引きずり込めと戦術的助言を与えている。またこの会談中、アレクサンドル1世は王太子に妹のエカテリーナ大公女との結婚を持ちかけたが、王太子は断っている。その一方で彼の王朝を支持してもらえるよう私的な『家族契約』を交わしたという。

会談を経て公式の協定が結ばれ、イギリスが同意する限りスウェーデンはデンマークの処置に関して自由裁量を得ることになった。またこの協定によってスウェーデンの対ナポレオン戦争（第6次対仏大同盟）参戦は決定的になるのである。

#### ナポレオンとの戦い　—統治者の証明—
1812年の秋、ナポレオンのロシア遠征の動向を眺めつつ、カール・ヨハンは各国と頻繁に外交折衝を重ねていた。また彼はエージェントをノルウェーに送り、スウェーデン＝ノルウェーの統合に向けた世論操作を行った。この頃ストックホルムの彼の元には、スタール夫人、バンジャマン・コンスタン、アウグスト・シュレーゲルらが参集しており、彼ら知識人の手を借りて各国政府内にスウェーデン寄りの論調を作るとともに、フランス占領地の民衆に向けて蜂起を促すプロパガンダを流布させた。モスクワ陥落のニュースが届いた時、その場にいた誰もが驚愕したが、王太子はオーストリア使節に向かって「貴下の皇帝に告げられよ、ナポレオンは敗れたと」と言ったとスタール夫人は回顧している。次いで王太子はロシア皇帝に「ナポレオンは必ず最後に敗北します。陛下の軍は損失を補填できますが、彼の軍は補給基地から遠く離れており、補強を得ようとも不可能だからです」と書き送った。しかし同年冬のあまりに悲惨なフランス軍の撤退ぶりには衝撃を受け見舞金を送っている。またフランス軍の著しい弱体化は、ロシアとイギリスがスウェーデン抜きで勝利できると判断し、よってノルウェーの獲得の話が白紙に戻る懸念を生じさせた。ロシアとイギリスはフランスの同盟国デンマークをナポレオンから引き離し味方に引き入れようとしたが、デンマークがあくまで敵側におらねばノルウェー獲得が困難であるため、王太子は手管を用いてその妨害にあたった。またイギリス外相のカスルリーは依然としてカール・ヨハンを信用しておらず、ノルウェー獲得へイギリスの承認を与えることを渋っていた。よって王太子はナポレオンと対決する姿勢を示すために、スウェーデン、フランス両国間の大使召還を決定する。

1813年の欧州勢力図
青：フランス帝国および従属国
赤：第6次対仏大同盟参加国

1813年のはじめ、フランスとの同盟関係を断ち切ったプロイセンはスウェーデンと接近しあう。スウェーデンが大陸に軍を派遣しプロイセンの領土回復に協力する代わりに、プロイセンはスウェーデンのノルウェー獲得の承認とその為の兵力の提供を約束した。更に王太子はオーストリアのフランツ1世、カール大公、メッテルニヒらにしきりに書簡を送り、第6次対仏大同盟に参加するよう促した。3月3日、イギリスとスウェーデンは公式な同盟関係を結び、イギリスはスウェーデンに対し、100万ポンドの補助金、ノルウェー獲得の承認とそれに向けたイギリス艦隊の海上支援、スウェーデン軍の大陸への輸送を約束した。代わりにスウェーデンは大陸における「共通の敵」との戦いに、王太子指揮下の30,000兵を従軍させる事を約束した（ストックホルム協定）。同時期、ナポレオンからフランス側について戦うならばフィンランドとポメラニアおよび大陸軍全軍団の指揮権を与えると非公式に告げられたが、王太子は3月23日付の親書にてポメラニア侵略を改めて非難するとともに、大陸封鎖令が国家間にひずみを生じさせていること、ナポレオンの征服事業のために夥しい人命が失われたこと、そしてナショナリズムの高まりは統一王朝構想と相和しないことを告げ、「政治には友情も憎悪も存在しません。神意が統治せよと命じた人民に対する義務しか存在しません」と訣別の意を伝えた。
後に解放戦争と呼ばれるこの1813年の戦役に向けて、ナポレオンは新たに兵力を増強しており、5月2日のリュッツェンの戦いでは、フランス軍の騎兵の不足によってかろうじてロシア-プロイセン軍は決定的な敗北を免れることができた。カール・ヨハンの当初の計画ではナポレオンと戦う前にデンマーク制圧を行うはずであったが、連合国軍が苦戦を強いられていることから、延期することに同意させられた。5月18日、スウェーデン軍を率いて王太子はシュトラールズントに上陸する。王太子はナポレオンから「これまでの事は許すから中立でいろ」との伝言を受けたが無視した。だが、パリにいる妻デジレからの「フランスの敵となっては、貴方は国内の声望を失ってしまいます。もしナポレオンが失脚したら、貴方はフランスで重要な役割を担うはずです」との手紙は心理的葛藤を彼にもたらし、この後の行動を幾分左右した。
6月4日、ロシアとプロイセンがスウェーデンに告げずにフランスと停戦協定を結んだことは王太子を憤慨させる。ここでロシアとプロイセンが同盟から抜けたら、スウェーデンとイギリスだけでナポレオンと戦わざるを得なくなるからだ。ロシア皇帝からの使者ポッツォ・ディ・ボルゴはこの停戦は時間稼ぎで、プロイセンが軍を再組織し、オーストリアが参戦の準備をするためだと説得し何とか怒りを宥めたが、シュトラールズントに上陸した時、約束されていたはずのロシアとプロイセンからの補充兵が無かった前例があったこともあり、王太子は同盟参加国の信用性に疑念を抱く。
7月、シレジアのトラッヘンベルクにて、カール・ヨハンとアレクサンドル1世、フリードリヒ・ヴィルヘルム3世ら連合国首脳の会談が開かれ、連合国軍の包括戦略が話し合われた。カール・ヨハンの帝国元帥時代の知識と経験が、戦略の考案に貢献したとされ、イギリスのウィリアム・カスカート将軍は「王太子のプラン」が合意を得たとカスルリーに報告している。基本コンセプトは連合国軍を3つに分け半円を成して大陸軍を囲い込み、部下の将軍が率いる個別の軍と戦闘を行う一方、ナポレオン本体との戦闘は全軍が集結するまで避け、ナポレオンが連合国軍のいずれかに攻撃を仕掛けてきたら即座に退却し、その一方で他の軍がナポレオンの側面と連絡線を攻撃して消耗させるというものだった。かくして王太子は連合国軍北方軍の総司令官として、スウェーデン軍と、ロシア軍・プロイセン軍約95,000兵、イギリス兵その他を足し合わせた総勢158,000兵を率いることになる。しかしながら、スウェーデン軍の中には依然として親フランス・反ロシアの勢力が根強く存在していた。また戦役を通して領土を奪回せんとする連合国の間にも利益を巡って対立が生じていた。王太子はノルウェー獲得に向けたデンマーク攻略をナポレオンとの戦いの後に延期したため、そのために30,000しかいない自軍の兵を温存しておく必要があった。そしてそのデンマークだが、オーストリア外相のメッテルニヒはスウェーデン王太子を信用しておらず、デンマークを弱体化させることは欧州の勢力均衡を妨げかねないとしてノルウェーの割譲には好意的ではなく、デンマークに対し外交的支援を行っていた。また、シュトラールズントはスウェーデン軍にとって自国及びデンマークとノルウェーに至る重要な連絡線であり、よってそれが脅かされないよう後方を常に気にかける必要があった。上述のようにカール・ヨハンは軍事行動と政治的立場の両面で複雑かつ困難な状況に身を置きながらナポレオンと戦わねばならなかった。
8月11日、休戦が破られ戦争が再開される。8月23日のグロースベーレンの戦いと9月6日のデンネヴィッツの戦いにて王太子の指揮する北方軍はフランス軍の攻撃からベルリンを防衛することに成功した。しかしプロイセン軍は一方的に負担を強いられたと苦情を申し立てた。事実、王太子はフランス人の血を流したくなく、元同僚のネイに向けて、連合国側から提示されている和平案を受け入れるようナポレオンを説得して欲しいと手紙を送りもしたが、8月末にフランス軍がドレスデンの戦いにて大勝を収めたことはナポレオンを勢いづけ、交渉による和平が成立する望みを失わせた。デネヴィッツの戦いの後、王太子はツェルプストで数週間過ごし、その間フランス軍の士気低下を狙ってプロパガンダによる心理戦を仕掛けていたが、他の連合国に不活発な印象を与えることになる。実際のところカール・ヨハンの一見やる気のない態度は、逆説的であるが、連合国軍内の団結を強める結果をもたらしていた。しかし盟友アレクサンドル1世さえも王太子の行動に不信を抱き、不活発でいるとかえって自身の立場が厳しいものになると使者を送って警告したため、10月4日、王太子の北方軍はエルベ川を渡河し、ゆっくりと慎重にケーテンを経由して連合国軍の集結するライプツィヒに向けて南進した。

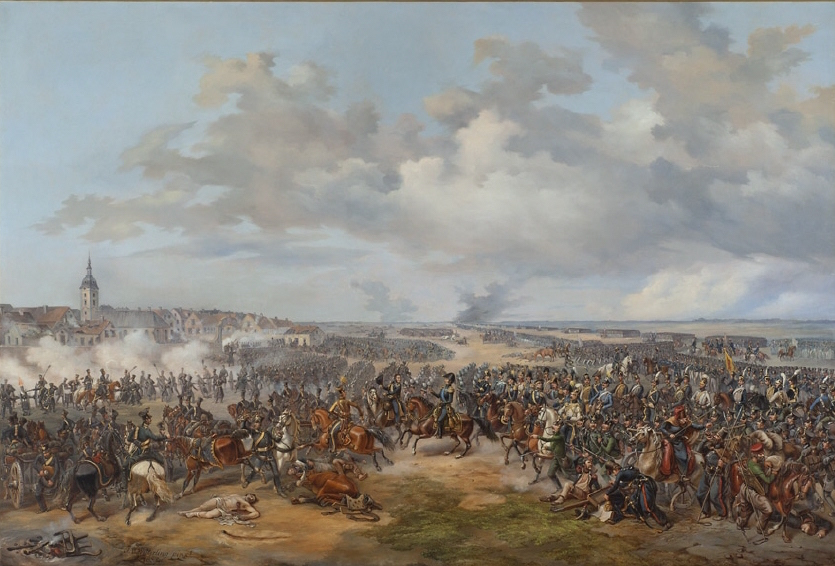
ライプツィヒの城門を攻撃する
スウェーデン軍<1813年10月19日>

のちに諸国民の戦いと呼ばれるライプツィヒの戦いは、10月16日から19日までの4日間かけて繰り広げられたが、王太子はその最終段階になって参戦する。15日の朝、ナポレオンはライプツィヒ周囲に集う連合国の大軍を見て、王太子の北方軍も既にいるものと誤解していた。その一方、北方軍は17日夜になって戦場近くに到着した。18日の戦闘では、王太子はフランス軍時代にドイツ人から人気だったこともあり、プロパガンダの効果も相まって、フランス軍に属するドイツ人兵を大量に寝返らせることに成功する。かつてヴァグラムで王太子の指揮下にいたザクセン人の砲兵隊長は、大げさな布告を出して自分たちを庇ってくれた元元帥の姿を見るやいなや、2個中隊もろとも寝返ってきた。そしてフランス軍に向かって砲を打ち込んだので、フランス軍は意表を突かれて混乱する。19日、王太子の軍はライプツィヒ南東の門を破り市内になだれ込んだ。ここへ来てナポレオンは敗北を悟り、ライプツィヒからの退却を決定する。こうして王太子は一番遅くやって来たにもかかわらず、ライプツィヒ中心部一番乗りを果たした。
トラッヒェンベルクからライプツィヒの戦いまでの期間が、国際政治におけるスウェーデン王太子の重要性の頂点だった。同盟結成自体もそうだが、戦略立案においても北方軍の統率においても王太子は連合国軍の勝利に貢献した。しかしながら、オーストリアやそれ以外にも多くの国々が連合側に参加したこと、王太子がスウェーデン兵を温存したこと、続くフランス戦役に参加せずノルウェー獲得に向けてデンマーク攻略に向かったことは、ライプツィヒ戦後の彼の国際的地位の下落をもたらした。

#### スカンジナビア半島の統一
ライプツィヒの戦いで連合国軍が勝利を収めた後、今後の方針についてカール・ヨハンは他国の首脳陣と協議を行った。王太子はフランスの領土を自然国境に基づいて維持するよう連合国に主張したが、列強の君主たちはナポレオンとの交渉から彼を排除しようとした。その後王太子はイギリスのジョージ王太子を手助けしてハノーファーの領地回復とハンブルクのダヴーの脅威を取り除くため軍を北に向けたが、本当の目的はホルシュタインを攻撃してデンマーク国王フレゼリク6世を降伏させることにあった。他方、メッテルニヒ主導でナポレオンと交渉をしていた和平案（フランクフルト和平案）が締結される見込みが無くなったため、連合国軍はフランスに侵攻する。
小規模な戦闘を経て、1814年1月6日、スウェーデン軍に対抗するための軍資もナポレオンの援助も無いと判断したフレゼリク6世は降伏を決定する。1月14日にキール条約が締結され、代償としてスウェーデンはポメラニアとリューゲン島を手放すことになったうえで、ノルウェーはスウェーデン国王に割譲されることとなった。
キール条例の締結後、スウェーデン国民は目的が果たされたのだから王太子が帰国することを望んだ。しかしながら、カスルリーがナポレオンを決定的に排除する前にスウェーデン軍を連合から引き上げることに対し警告を持って反対したため、再度軍を南に向けた。2月末、王太子はベルギーのリエージュに司令部を置く。依然としてナポレオンと連合国は交戦中だったが、王太子はそこから先に進もうとはしなかった。その理由の一つは戦役の動向と戦後処理に関しての連合国との意見の不一致であり、また王太子自身が軍を率いて母国フランスに踏み込むことをためらったからでもある。リエージュで待機している間、ブルボン家の使者が彼に接触し、彼らの復古を手助けすればフランス王国軍総帥の座を約束すると伝えてきた。また、義兄ジョゼフからの使者が来てナポレオンの今後はどうあるべきか尋ねられると、王太子は一刻も早く和平を結ぶよう助言した。加えて使者から、王太子が連合国のいずれよりも早くパリ入城をすれば、ブルボン朝の復古を怖れる多数の国民からフランスの救世主として歓迎されるだろうと告げられると、「内戦を誘発する行為は決してするつもりはないが、国家の集合をなす人々の求めには応じたい」と返答をした。

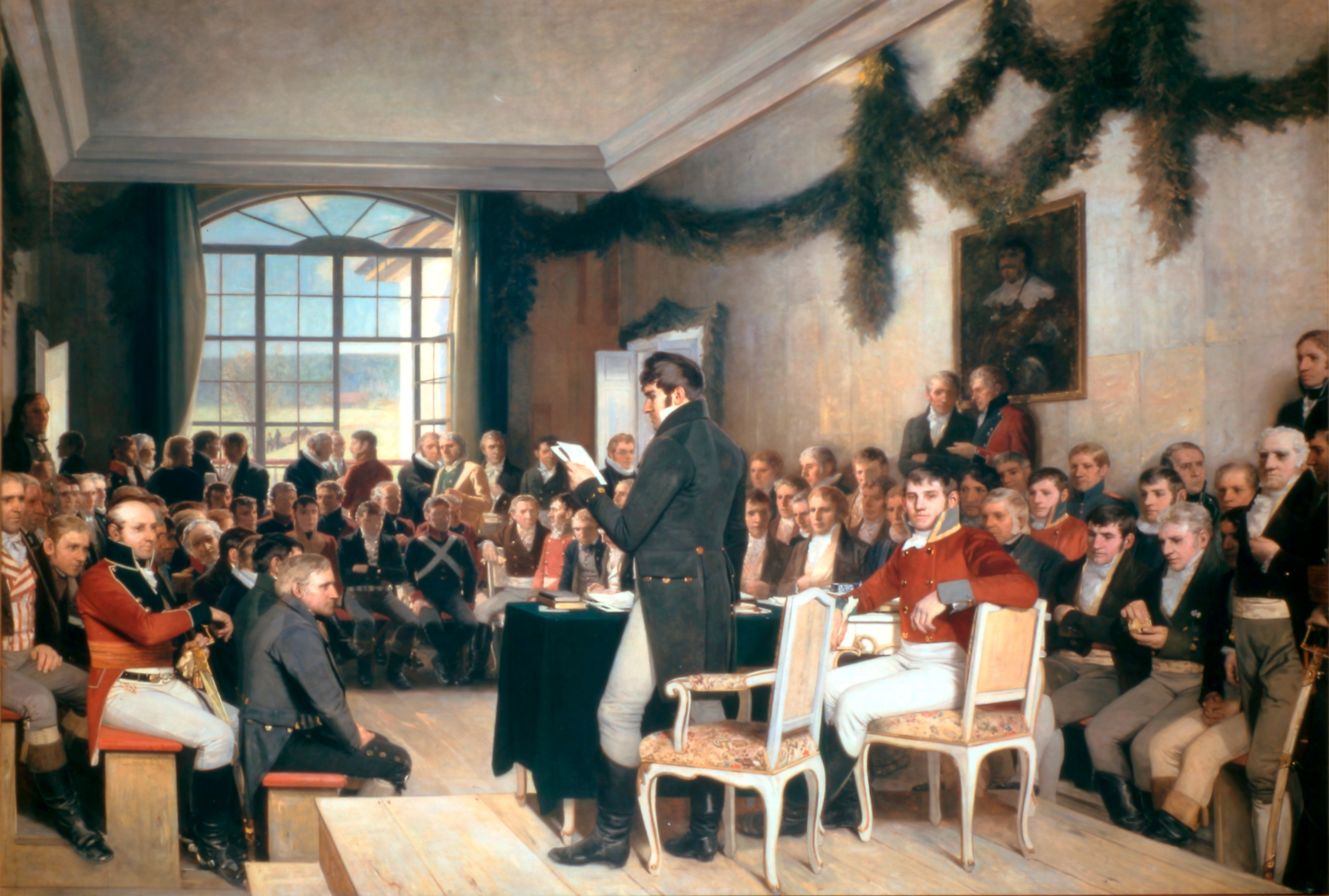
ノルウェー憲法の制定
<1814年5月17日>

こうして彼がリエージュで行動せずにいる間、ノルウェーとの統合関係に危機が訪れていた。スウェーデン軍の不在は、キール条約以前にノルウェー総督を務めていたクリスチャン・フレゼリク（後のデンマーク王クリスチャン8世）に反乱の機会を与えた。スウェーデンとの連合に反対する勢力の後押しを受けた彼はノルウェーの主権を握ろうとし、自ら摂政就任を宣言し、エイズヴォルで4月10日に開かれた議会でノルウェー国王との承認を得る。
1814年3月31日、アレクサンドル1世に率いられたロシア軍がパリ入城を果たす。アレクサンドル1世はフランスの外務大臣タレーランとナポレオンの後継者をどうするか協議した。タレーランは正統主義に基づいてブルボン朝の復古が妥当とみなしていた。アレクサンドル1世はブルボン朝の復古王政よりもカール・ヨハンによる立憲君主制の方が良いのではないかと提案したが、「ベルナドットは革命の新たな段階になります」とタレーランは言い、そして「なぜ最も強大な軍人を廃した後に、別の軍人を選ぶ必要があるのでしょう？」と続けた。
こうしてナポレオンの退位とルイ18世の即位が確定された後、4月12日になって王太子はパリにやって来た。戦後処理に関して、王太子は自分の中のスウェーデンとフランスへの忠誠心のバランスを取ることに努める。彼は連合国がフランスに要求した講和条件を支持することはせず、スウェーデンとフランスは個別に和平を締結した。パリ訪問の主な目的はノルウェー統合を確定するため他の連合国首脳と外交的調整を行うことだった。イギリス外相カスルリーとは反乱を起こしているノルウェーに対しイギリス艦隊による港湾封鎖を行うよう約束を取り付けた。パリ滞在中に、ネイ、ルフェーブル、オージュロー、マルモンら元帥やラファイエット、タリアンら政治家の出迎えを受け、またジョゼフィーヌ、オルタンスを訪ねている。また彼は祝いの手紙を多く受け取っていることから、後世言われるほどフランス人全体から裏切り者として手厳しい扱いをされた訳ではなかった。フランスを去る前に、亡命先から帰国したルイ18世と面会し、「この国は治めることが難しい国です。外柔内剛の姿勢で臨まれると良いでしょう」と述べたという。こうして5月1日にカール・ヨハンはフランスを出国する—これが彼と母国フランスとの永遠の別れとなった。
1814年6月10日、王太子とスウェーデン軍はストックホルムに凱旋する。しかし王太子は早急にクリスチャン・フレゼリクのもと独立を宣言したノルウェーへの対応に取り掛かかる。秋に開催されるウィーン会議の前にノルウェー統合を事実化せねば不利になるからである。ノルウェー人の抵抗は統合を平和裏に締結させるのが不可能に見え、両国の国民とも戦争は避けられないと予想していたが、王太子はスウェーデン側からの侵略は後々まで続く恨みを買うだけだと気付いていた。スウェーデンが占領者と見なされるのは避けるべきであり、よってノルウェーに実体性のある自治権を与えることにした。対外的な評判に配慮しても、また彼自身の国家元首としてのあり方を考慮しても、スウェーデンとノルウェーが対等な2国の連合であるとの認識を得ることは重要であった。
7月末、王太子はノルウェーに進軍する。王太子の注意深い用兵によって不要な流血を見ることなく、8月14日にモス条約が両国間で締結された。クリスチャン・フレゼリクはノルウェーをスウェーデンに連合させること並びに自身の退位を受け入れた。代わりに王太子はノルウェーが独自の憲法を持つことと、連合の形態は先のキール条約ではなくこの度のモス条約に基づく事を受け入れた。スウェーデン国内ではこうした寛大な条件を与えることに反対意見もあったが、王太子にとってノルウェーが被征服地としてではなく独立した国家として自発的に連合に加わることが望ましかった。その後ノルウェー議会は憲法修正を行い、11月4日に制定された憲法（11月憲法）にてカール13世をノルウェー国王として採択し、両国は同じ君主を推戴する同君連合となる。

スウェーデン＝ノルウェー連合王国の版図
<1814ー1905>

スウェーデンの境遇はカール・ヨハンが来た1810年から急速な変貌を遂げた。この新しい王太子はグスタフ4世アドルフが退位させられた後の荒廃したスウェーデンを立て直し、あらゆる困難を克服し、『1812年政策』の目標であるスウェーデンとノルウェーの統合を成し遂げたのである。
その年秋のウィーン会議において、スウェーデン＝ノルウェーの連合は参加国の承認を得ることができたが、その一方でカール・ヨハンのスウェーデン王位継承者としての正統性に関して、ルイ18世とメッテルニヒから異議が差し込まれる。彼らは廃されたグスタフ4世アドルフの嫡男グスタフ・ヴァーサに同情的な姿勢を見せた。しかしアレクサンドル1世やイギリス、そしてタレーランもそれらに同調しなかったため事なきを得る。
会議のさなかナポレオンのエルバ島脱出の報が届く。各国は大慌てで第7次対仏大同盟を結成して対抗姿勢を取るが、ストックホルムのカール・ヨハンは中立維持の原則と国内の反対意見から軍を動かすことなく静観した。彼はナポレオンの百日天下は失敗に終わると見越していたが、ナポレオンが領土的野心を示さず自然国境内に国土を維持するならば、反動的なブルボン朝より有用だろうと状況の推移を面白そうに眺めていたという。この時のカール・ヨハンはまだフランスの救済者として呼び声がかかる望みを無くしていなかったと言われる。またパリとサンクトペテルブルク間の調停役となることで、スウェーデンの国際政治上の威信を高めようと考えたが、ワーテルローの戦いで連合国軍がナポレオンに対し決定的勝利を収めたことはその可能性を失わせた。ナポレオン再退位後は白色テロの嵐を憂慮し、多くの亡命者をスウェーデンに受け入れた。元同僚ミュラのナポリ王位剥奪を食い止めようと列強国に掛け合っていたが、最終的にミュラは銃殺された。また親友ネイの処刑には衝撃を受け、遺児をスウェーデンに招き息子オスカルの副官に付け共に養育した。他にもフーシェやドルエの息子らをスウェーデン政府に士官させている。そして妻デジレの姉にしてジョゼフ・ボナパルトの妻ジュリーをイギリスのジョージ王太子の助力を得てフランクフルトに移し保護した。またリュシアンの娘をスウェーデンの外交官に縁付けており、さらに後年ナポレオンの継子ウジェーヌの娘ジョゼフィーヌをオスカルの妃に迎えていることから、ナポレオン没落後もボナパルト一族とある程度の関係を維持できていたと推測される。
再開されたウィーン会議ではスウェーデンは脇に追いやられ、列強主導でナポレオン戦争の戦後処理は進む。カール・ヨハンがフランス時代に所有していた個人資産の代償として1813年にイギリスから割譲されたグアドループ島がフランスに返還されることになった。ただしその代わりイギリスから100万ポンドを得ており、カール・ヨハンはこれを債務処理や公共事業にあてた。スウェーデンは政治面においては更に孤立しており、大陸の列強国の首脳の中ではアレクサンドル1世のみがカール・ヨハンの確固たる支持者であった。ナポレオン戦争後の政治的反動の中でカール・ヨハンの統治は長続きしないと目されていたのである。実際のところ、そのような諸外国の疑念にかかわらず解放戦争の勝利とノルウェーの統合はスウェーデン国内における王太子の人気を絶大なものにしていた。だがそれでも王太子時代の終盤には自分の置かれた状況に不安を募らせている。フランスの王政復古と神聖同盟が引き起こした欧州における反動主義の高まりはこの『革命の申し子』を排除しようとした。ある対抗者の一人は彼のことを「かつて美しかったヨーロッパに付着した醜い染み」と呼んだという。

### スウェーデン＝ノルウェー連合王国国王時代

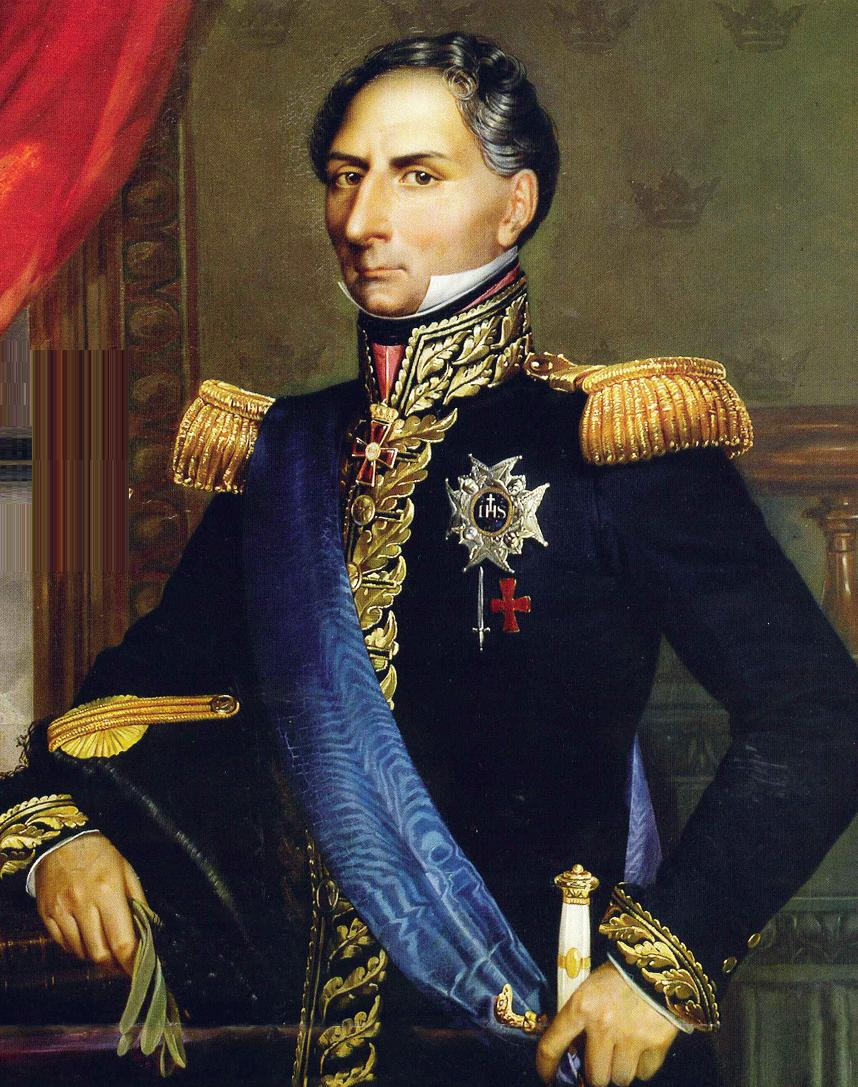
スウェーデン＝ノルウェー連合王国
国王カール14世ヨハン

#### 選任された統治者として
カール13世の死去を受けて、1818年5月11日、カール・ヨハンはストックホルムにて戴冠式を行いカール14世ヨハンとしてスウェーデン国王に即位する。これが現在まで続くベルナドッテ朝の創立になる。次いで9月7日にノルウェーのトロンハイムにてノルウェー国王カール3世ヨハンとして戴冠式を行った。新国王の即位は両国で熱狂を興すとともに、ヨーロッパの列強国の君主からも祝賀の意が寄せられたことから、彼の王位継承者としての正統性への不安は幾分和らいだかと思えた。だがオーストリア使節が式典の最中に「全欧州がこの王朝の消滅を惜しまないだろう」と口にしたことは、ウィーン体制下にてカール・ヨハンが置かれた逆境を表現していると言えた。
その時代の他のヨーロッパの君主国からみて、カール・ヨハンの統治下のスウェーデンとノルウェーはその君主の王権が憲法によって制限されているという点で例外的であった。成立した当時欧州で最もリベラルであった1809年制定のスウェーデン憲法は王権を制限しており、国王と議会の権限はほぼ同等と定めていた。カール・ヨハンはフランス時代にナポレオンが行っていた政策を部分的に模倣したと指摘されているが、両者が決定的に違うのは、独裁的に必要と判断した政策を即座に実行できたナポレオンに対し、カール・ヨハンは上述の通り憲法の枠内で行動した点である。よって国王として統治するにあたり、政治的バランス感覚は重要なものになった。カール・ヨハンは自分が議会によって選任された統治者であることに極めて気を配っており、自身の地位はあくまで人々の自由意志によるものと見なしていた。彼はモンテスキューの権力分立制の支持者であり、自らの役割を「君主であるよりも調停者、王族であるよりも法の守護者」と称した。

#### 内政改革

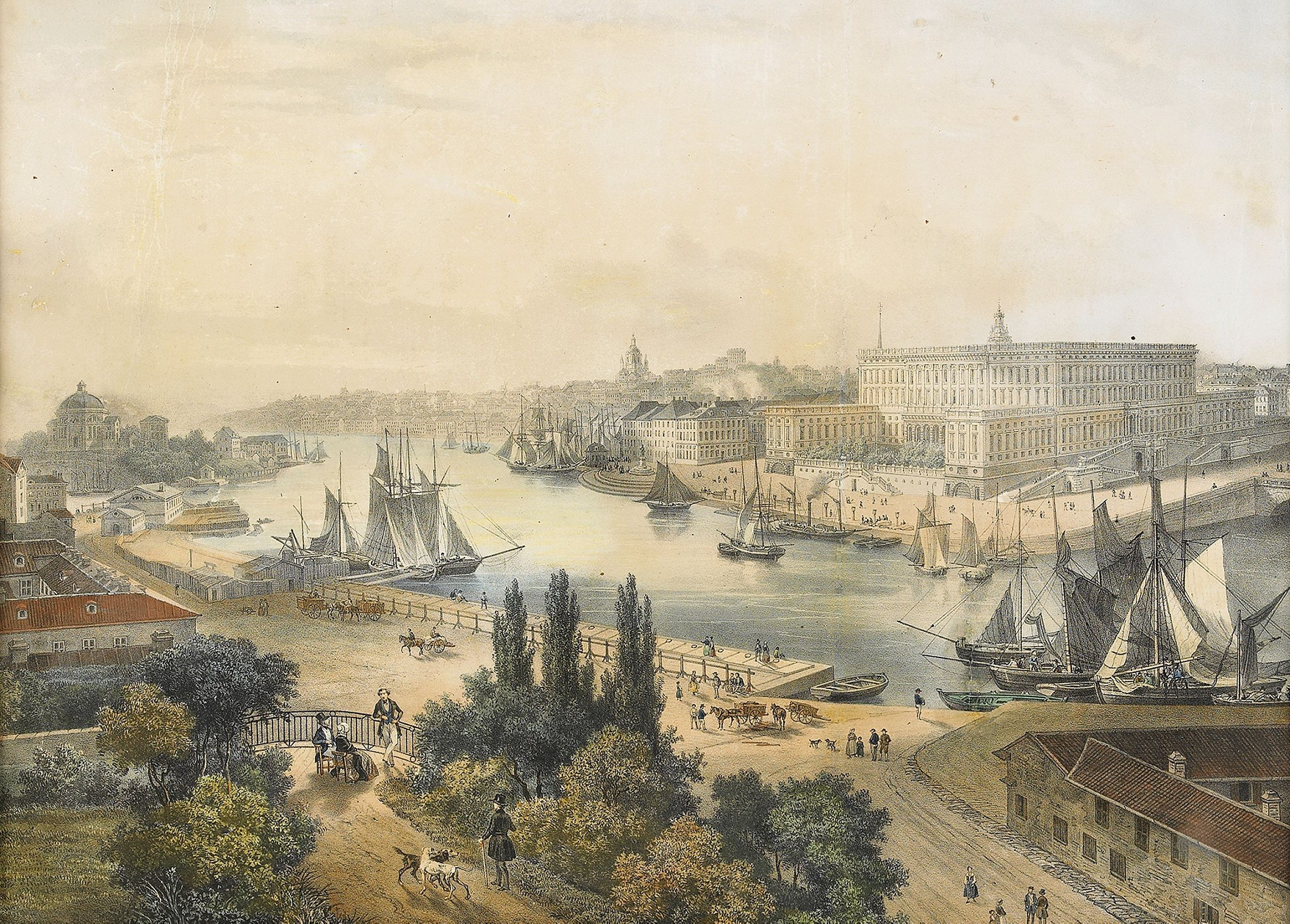
1830年代のストックホルム

スウェーデンはカール・ヨハンが統治した1810年から1844年にかけて根本的な改革がなされた。スウェーデンはほとんど一文無しの国から国家の基礎をなす繁栄と社会基盤をそなえた国へと変貌を遂げた。とりわけ1814年以降続いた平和は、政府が内政に注力することを可能にし、彼の治世の間にスウェーデンは大きな発展を遂げる。インフラストラクチャーや教育システム、経済の進歩は社会をより近代的かつダイナミックなものにした。なお彼の政策にはサン＝シモンの影響があることが指摘されている。
カール・ヨハンが来た1810年時点のスウェーデンはヨーロッパ最貧国のひとつであった。先述の通り、政府は度重なる戦争がもたらした出費による対外債務を支払う能力もなく、いわゆる国家破綻と呼ばれる状況に置かれていた。1808年から1812年にかけて上昇し続けるインフレーションは、スウェーデン通貨の価値を45%も下落させた。同時期に飢餓を回避するため必要不可欠な食料を輸入していたため、その出費は国の経済の更なる負担になった。当時の人口の80%が農業に従事していたにもかかわらず、国内で生産される食料は全人口を賄い切れていなかったのである。
フランスにいた頃からカール・ヨハンは金融と財政についての一定の知識を有しており安定化政策の事もよく理解していた。彼はインフレーションが投機家と国外の政府関係者によって煽られていると考え、輸入制限や海外市場におけるスウェーデン為替下落に対抗するための為替投機など保護的な政策を採用した。しかしながら、ナポレオン戦争後、保護的政策を緩和しようとする議会とカール・ヨハンは衝突をする。1815年以降も彼は引き続き為替介入を行っており、そのために相当な公金を投入していた。1817年から1818年にかけ経済危機に陥った際、彼は専門家からなる諮問委員会の反対にもかかわらず紙幣の流通量を増やそうとしたが、議会の支持を得られなかった。この頃のカール・ヨハンが達成した重要な経済政策は、グアドループ島の返還時にイギリスから得た個人資産の100万ポンドによって残った債務の支払いを行ったことである。こうして事実上スウェーデンは債務ゼロ国家となり、それゆえ的確な財政政策が可能になった。その後カール・ヨハンの治世の間、国家財政は年々健全化していく。1834年、銀本位制が導入されたことで金融システムの不確実性が是正され、より長期的な視点に基づいて財政政策を取れるようになり、従って国家運営をより安定させた。
農業の生産性の向上は経済の安定化に向けた次なる課題であった。1811年にカール・ヨハンは農業学校を設立し、スウェーデンの風土にあった農作物の種子や家畜の品種の研究を促進した。また農家を実務的に支援する農業組合を国中に設立し、最新の農耕具や脱穀機も導入された。さらに開拓や土地改良が全国で行われた。これらの政策は成功を収め、1820年代にはすでにスウェーデンは農作物の輸出国に転じ、その後1844年にカール・ヨハンが死去するまで100万人以上も国民人口が上昇し続けたにもかかわらずその地位を保つことができた。この期間、農耕地は40%以上増え、農業生産量は53%以上増加している。
カール・ヨハンがスウェーデンに来た当初、鉱業や新興産業の従事者、貿易商や起業家等は資金を借り入れる手段に乏しかった。紙幣が造幣されるストックホルムとそれ以外の地域間の連絡手段が整備されておらず、スウェーデンのほとんどの地域で支払い手段となる紙幣が行き渡っていなかった。新しい銀行法が採択され、1820年にイギリスの例にならって最初の貯蓄銀行がヨーテボリに設立される。次いで1830年に最初の商業銀行がスコーネに、最初の私立銀行がイースタッドに設立された。以降急速に私立商業銀行が主要な都市に新しく設立されていく。これらの銀行は独自に銀行券を発行する権利を有し、それゆえ銀行自体が営利性を考慮に入れて自発的に資金を貸し出す機会をもたらした。信用貸付はとりわけ貿易商や農業従事者、そしてノルヒェーピングの織物産業から需要を得た。鉄鋼業も同様で、信用貸付で得た資金を溶鉱炉技術に投じ、ランカシャー工程による鉄の精錬を可能にし、生産される鉄の質の改良を行った。こうして鉄の生産は1840年から1860年にかけほぼ2倍になり、かつて1700年代末から1800年代初頭にかけて失っていた世界市場に占めるスウェーデンのシェアを回復することができた。

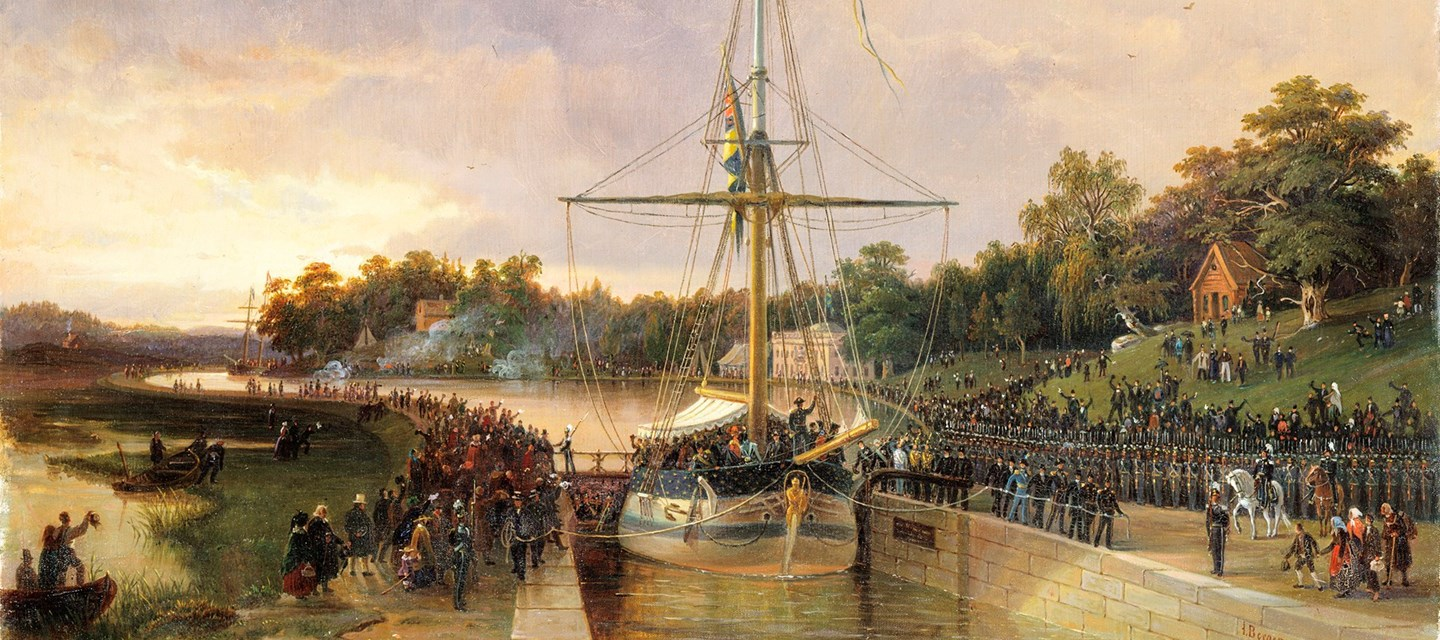
イェータ運河の開通<1832年>

国内のインフラストラクチャーは長い間乏しいまま捨て置かれていたが、迅速なペースで道路は建設されていく。ほとんどの幹線道路は舗装が施され、秋の雨天や春の雪解けにも悩まされることなく通行が可能になった。最も大きな建設プロジェクトは1832年に完成する63km(39マイル)の長さのイェータ運河である。この運河は経済の発展に大いに貢献し、1900年代初頭まで経済的に重要な役割を果たした。また沿岸部の海運業を拡大するために港湾の浚渫が行われた。行政機関同士のやりとりを円滑化するため電信も導入される。それまではストックホルム−マルメ間を6日かかるような手紙のやり取りに依存していたのである。
スウェーデンにおける商取引は都市部の特権的商人が占めており、そのルーツは中世のギルド制まで遡った。よって商取引の自由化は議会での反発が大きかったため段階的に進められる。1810年に郊外から都市部へ運ばれる商品に課せられた関税は撤廃された。1834年には農民は手工業製品をどこでも販売する権利を得る。しかしながら郊外でビジネスを開業する権利は1848年まで確立することは無かった。法制度は無くともカール・ヨハンは個別のケースに直接対応することで徐々に制限を緩めていった。完全な商業の自由化は国王の死後の1846年と1864年の法制化によって実現する。
1823年のスウェーデン議会では、貿易の自由化を求める声が優勢になり多くの物品の輸入規制が外され、ノルウェーへの関税も撤去された。輸出入関税は段階的に減額され、外国との貿易は簡便化したことで振興する。
産業面においては、作業場がストックホルムに建てられ、イギリス人技師のサミュエル・オーウェンによって蒸気船が建造された。ノルヒェーピングには織物産業と鉱山業が興隆し、また北部では林業が活性化した。また国王は産業を促進に向けて外国で新しい技術を習得させるための奨学金を払った。
行政機関は次第により効率的なものになる。行政官庁は複雑化する社会に対応するため再編され、政府の各部局は閣僚を管理者として編制された。議会は反対したが、官吏はより高い賃金を得るようになった。革命を経験したカール・ヨハンは、働きによる功績は適切に報われるべきだと考えていたのである。
またカール・ヨハンにとって教育の向上は優先課題であり、全国にあらゆる分野の学校が設立された。とりわけ職業学校の設立に熱心だったという。1823年には学校数はわずか183校だったが1840年には1,400校まで増加した。教育分野における決定的な取り組みは1842年にスウェーデン議会にて義務教育が制度化されたことである。これは男女含めた全人口が読み書き能力と計算能力を取得することを目的としたものだった。その効果はてきめんで、1850年には10歳以上のスウェーデン人の非識字率はわずか10%となり、この国が教育国家へと変貌を遂げる重要な先行条件となった。大学や研究者は必要とする資金を時にはカール・ヨハンの個人資産からも賄われた。芸術家やその他文化活動従事者は国王からの奨学金によって奨励された。
医療福祉と公衆衛生にも注力している。カール・ヨハンが来た頃の病院の数はわずか数える程だったが、1833年にはその数は40となり病床数は1,800まで増加する。病院設立に国王自らの財産も当てられた。医師や医療従事者の組織を立ち上げ、医療サービスが国内隅々に行き届くよう医官を遠隔地に任命した。高い乳幼児死亡率は助産婦の訓練によって対応が取られ、死亡率は大幅に減少し人口の増加に結びついた。また、貧困層の病人や子供を抱えた未亡人への援助も行われた。

#### 対外政策
『1812年政策』の理念である自然国境によって領土を維持することは、スウェーデンとノルウェーを大陸の紛争に引きずり込まれないことを目的にしたものだった。またこの政策は「バルト帝国復興」に示されるスウェーデンの歴史的な領土拡張路線と覇権追求を放棄したという点で、この国の外交史上の大きなターニング・ポイントとなった。カール・ヨハンはこの方針を1814年から死去に至るまで貫き平和を保つことに成功した。またこの間、他のヨーロッパ列強との間で生じた対立はわずか数える程であった。
その初期の事案はデンマーク政府からノルウェーに課せられた債務処理問題である。ノルウェーの脆弱な財政基盤を考慮するとその金額は最小であるのが望ましく、従ってカール・ヨハンはデンマーク政府に対してそのように働きかけた。しかしながら交渉に進展が無かったために、デンマークは列強国に掛け合いノルウェーの債務処理の解決に向けた支援を要請する。1818年のアーヘン会議にて列強はデンマークに対して親身なところを見せたが、国王は問題解決に向けて圧力をかけた。そして彼はどうにかイギリスの仲裁を得ることができ、もともと要求されていた6百万リクスダラーの負債額を3百万リクスダラーに減らし、それを10年かけて返済できるようになった。この債務処理問題は、一時ロシアとの関係を冷え込ませたが、片方でイギリスとの関係強化に結びついた。一方ノルウェー議会は債務処理に関するこの決定に不服で、スウェーデンも一部負担を受け入れるべきだとしたが、国王は反対した。紛糾は長引いたが、外国からの批判と圧力を受けた国王が軍隊をクリスチャニア（現オスロ）近郊に集結させ脅しをかけたために、最終的にノルウェー議会は譲歩する。
外国との間に直接生じた対立として、1825年に『軍艦売却問題』と呼ばれるものが起きた。スウェーデン海軍の刷新のための資金調達として老朽化した軍艦を売却しようとしたもので、買い手は公式にはイギリスの貿易商だったが、実際のところそれは仲買業者であり、軍艦はラテン・アメリカにあるスペイン植民地に転売される見込みだった。この植民地はスペインから独立を宣言していたが、イギリスしか承認していなかった。スウェーデンはこの商取引による政治的影響を重視しており、目的は新大陸の新興国との繋がりを強化し貿易を活発化させることだった。しかしながら神聖同盟に加盟した列強国は、こうした新興国は反逆国であるとし軍艦の売却に抗議した。アレクサンドル1世は、スペインのスウェーデンに対する非難を後押しする形で、軍艦の売却をキャンセルするよう要請した。国王は売買がうまくいくよう取り計らっていたが、最後には閣僚に命じて売買を取りやめることにした。これはカール・ヨハンにとって国際的にも国内的にも威信を傷つける出来事だった。売買時の契約に準拠してスウェーデンは弁償を支払うことになり、得るものより失ったものの方が多かったため、会計監査からも議会からも強い批判を受けることになる。大国からの圧力は、カール・ヨハンの議会に選ばれた統治者としての立場にとって、大きな不安要素であった。
カール・ヨハンの先々の外交方針に何よりも重大な影響を与えたのは、英露間の対立関係である。この両国で戦争が勃発するとスウェーデンとノルウェーの沿岸部はとりわけ危険に晒される可能性が高かった。運良く治世中に両国が交戦することはなかったが、その脅威が発生したのは一度だけではなかった。それを見越して中立性の維持に努め、スウェーデン、ノルウェー両国とも戦争に巻き込まれるのを避けようとした。

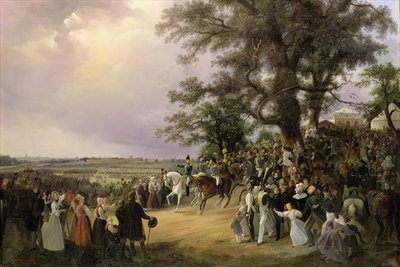
ニコライ1世の訪瑞<1838年>

カール・ヨハンとロシアのアレクサンドル1世との友情は皇帝が死去するまで続き、その弟で後を継いだニコライ1世にも受け継がれる。ノルウェーとロシアの古くからある国境紛争が、1824年から再開した協議を経て1826年に最終合意がなされ、ロシアとの境界線はフィンマルク国境線に基づくことが結論付けられた。これには国王とロシア皇帝との良好な関係が寄与するところが大きかったと思われる。しかしながら、アレクサンドル1世の提唱した神聖同盟にはイギリス共々参加することはなく、絶対君主制には同調しなかった。カール・ヨハン自身が自国のことを「政治的にはイギリスの海域に位置している」「北ヨーロッパにて先進した地位にあるイギリス」と述べている通り、イギリスに経済面において依存しておりかつリベラルな政治システムも近似していることから、従ってロシアと良好な関係を維持するものの、イギリスとも敵対しないことが彼の採用した外交スタンスであった。
後年ロシアの脅威が増すにつれ、さらにイギリス寄りにシフトしていく。そしてこのスタンスはイギリスからも歓迎される。自国とロシアの紛争の緩衝帯としてスカンジナビア半島が機能すると捉えられたからである。東方問題を巡ってロシアとイギリス間の緊張が高まりを見せると、1834年1月にカール・ヨハンは両国政府に覚書を送り、その中で自国の中立をあらかじめ宣言した。これがスウェーデンにおける中立政策の起源と指摘されている。

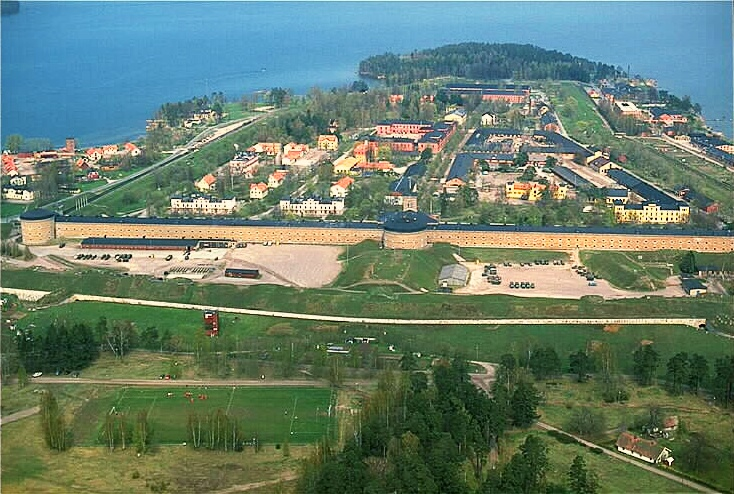
カールスボルグ砦

またカール・ヨハンはその中立性を維持するためには、相応の軍事力が必須と考えていた。以前は緩衝帯の役割を果たしていたフィンランドがロシアの手に渡った事もあり、国土を防衛する機能の整備を進めている。1819年、後にカールスボルグ砦と呼ばれる城砦の建設に着手する。カール・ヨハンの採用した『中央防衛戦略』に基づき、この砦はスウェーデンが攻撃を受けた際の政府の移転先として内陸部のイェータ運河の近くに築かれた。さらにスウェーデン軍の再組織・拡充を行い、1814年には4万足らずだった兵力を1833年には17万まで増強している。

スウェーデンにおける中立政策は武装中立同盟に示されるように通商政策としてはカール・ヨハン以前から存在していた。しかしカール・ヨハンが在世中に実施した安全保障としての中立政策は、スウェーデン国民の支持を得て、中立主義（武装中立）を創成したのである。

#### ノルウェー政策

ノルウェー国王戴冠式<1818年>

ノルウェーがスウェーデンと連合することで受けた大きな恩恵のひとつは、経済的拡大がもたらされたことである。1815年には物品や船舶数が拡張するよう互恵主義に基づいてスウェーデン−ノルウェー間の貿易における関税率の引き下げが行われた。そして1820年代半ばまでに列強国とノルウェーとの間に貿易協定が次々と結ばれ対外貿易が活性化する。1816年にノルウェー銀行が設立され、さらに銀本位制が導入されたことは通貨の安定をもたらした。さらにスウェーデンとイギリスによる漁業と農業への資本投下がなされた。農業は大きく活気付き、約3万haの農地から産出される穀物や芋類は国の需要の90%を賄うようになった。1836年までには財政の健全化を達成し、ニシンや木材、鉱石類の輸出が増大するかたわら穀物輸入量は減少し、人口は100万を越えるようになった。
他方カール・ヨハンはスウェーデンとノルウェーが将来的に融合することを期待して双方の結合を強めようとしたが、スウェーデンとノルウェー間の憲法や社会背景の相違から困難に直面した。両国の憲法の最大の相違は、スウェーデン憲法で定められている国王の絶対的な議決拒否権が、もう片方では制限されていることである。ノルウェー憲法は、議会（ストーティング）にて3度合意が得られれば国王の裁可を必要とせず法案が可決されるようを定めていた。また階級社会が色濃く残っているスウェーデンと比べ、ノルウェー社会には貴族と呼べる階級はほとんどなく、わずかな中産階級と大部分の農民層で構成されていた。またノルウェーの25歳以上の男子の45%が参政権を有しており、この割合は当時のヨーロッパのどの国よりも高かった。従ってスウェーデンと比べてよりリベラルで、政治の保守化をもたらす要素が希薄だったと言える。
ノルウェー議会とカール・ヨハンの最初の対立は貴族制の廃止を巡って生じた。国王は2度とも反対したが3度目には屈して1821年に貴族制廃止法案を受け入れた。反対の動機はノルウェー貴族の存在は王朝維持のためにも必要だと考えていたからとも、自身が革命主義だと国内外にて受け止められることを懸念してとも言われている。これは彼にとって、議決拒否権の制限によって自身の意思が通らなかった最初の事例となった。
国王は両国の融合にとって既存のノルウェー憲法が障害になるとみなしていたが、ノルウェーの政治家の多くは改憲に反対した。1824年の議会にて国王は憲法修正案を提示する。それは国王の影響力を議決拒否権の強化と議会解散権の付与によって拡大しようとするものだった。これは議会から反発を受け、またロシア含めた列強もノルウェーとの結合強化は支持しなかった。もっとも一見リベラルなノルウェー憲法自体にも不完全性や曖昧性があることは否定できなかった。1院制の議会制度は権力の濫用や尚早な決定の防止を必ずしも保証するものではなく、よってある種の利権に対する制度的な弱点を孕んでいた。
1818年から1821年にかけ、ノルウェー議会においてボードー事件と呼ばれる密輸事件を巡って議論は紛糾した。あるイギリス商人がノルウェーの港で密輸を行ったとしてノルウェー当局に逮捕されたところ、イギリス政府は弁償をせよと圧力をかけてきた。当時、ノルウェーの外交はスウェーデン政府がその権利を有しており、最終的にノルウェー政府が支払いを行うことになった。この事件はノルウェーが個別の外交権を付与されていない事への不満につながった。議会はストックホルムにいるノルウェー首相がノルウェーの外交問題に主体的に取り組んでいないとし、初の弾劾請求まで取りざたされた。弾劾請求は政府と議会の間で争われ、最終的に財務大臣がわずかに責任を負うことになった。国王は憤り、早期の議会解散を行おうとしたが実際は意味をなさなかった。
更なる対立はノルウェー人が5月17日を憲法制定日として公的な記念日にしようとした際に発生する。国王はむしろ両国が同君連合となった11月憲法の制定日を記念日にすることを望んだ。1827年に5月17日に憲法を祝おうとする学生グループと軍隊の間で小競り合いが発生している。その後国王が折れる形で、総督経由で国王から祝賀を「寛恕」するとの意見が表明された。
しかしながら、国王の閣僚や官僚たちが極めてノルウェー人に不人気でかつ公然と糾弾されているにもかかわらず、1820年代の議会との対立を経てもなお国王はノルウェーの民衆から高い人気を維持していたという。
カール・ヨハンの治世最後のノルウェー議会との衝突は1830年代の後半に起きた。そのひとつはノルウェー商船に掲げる国旗と通貨をノルウェー個別のものにしてスウェーデンとあくまで平等な国だと主張したいという要求だった。もうひとつは、議会解散令に署名した閣僚を議員たちが弾劾しようとしたが、その前にカール・ヨハンが議会の解散を行ったことである。その後ノルウェー人の不満を宥める目的で、1829年以来空席となっていたクリスチャニア総督のポストに初めてノルウェー人を任命している。

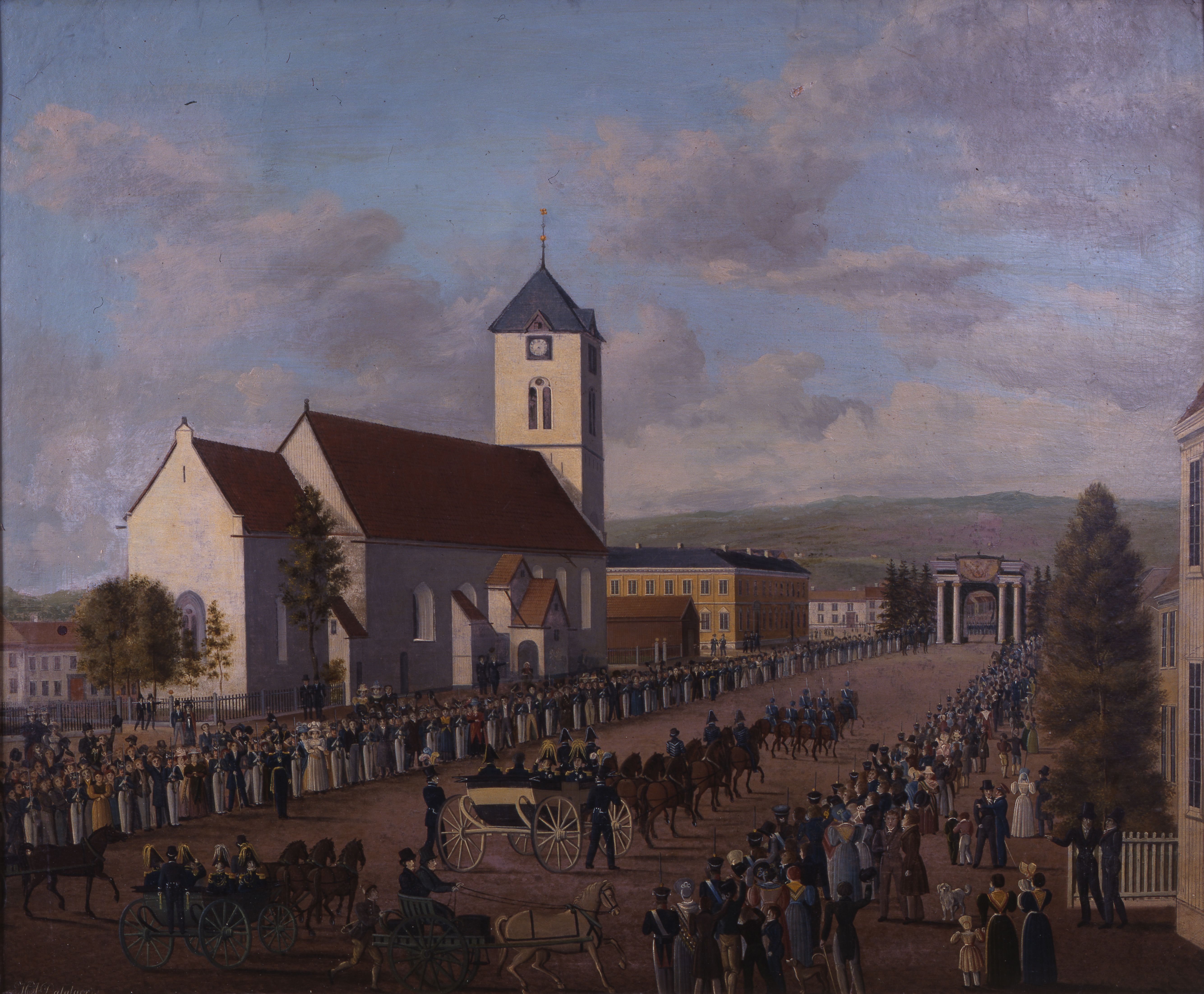
国王のトロンハイム巡幸

国王は1838年から1839年にかけてノルウェーに生涯最後の巡幸をする。ちょうど彼の即位20周年の年で、国内至る所で熱烈な歓迎を受けた。彼はクリスチャニアに12月から翌年5月まで過ごしたが、その時期のノルウェーは政治的には落ち着いており、議会とも大きな対立はなく、彼がノルウェー商船にノルウェー国旗の掲揚を許可したことは彼の人気を高めていた。1839年には両国政府の合同会議を開催し、外交権の取り扱いについて議論の機会を設けている。

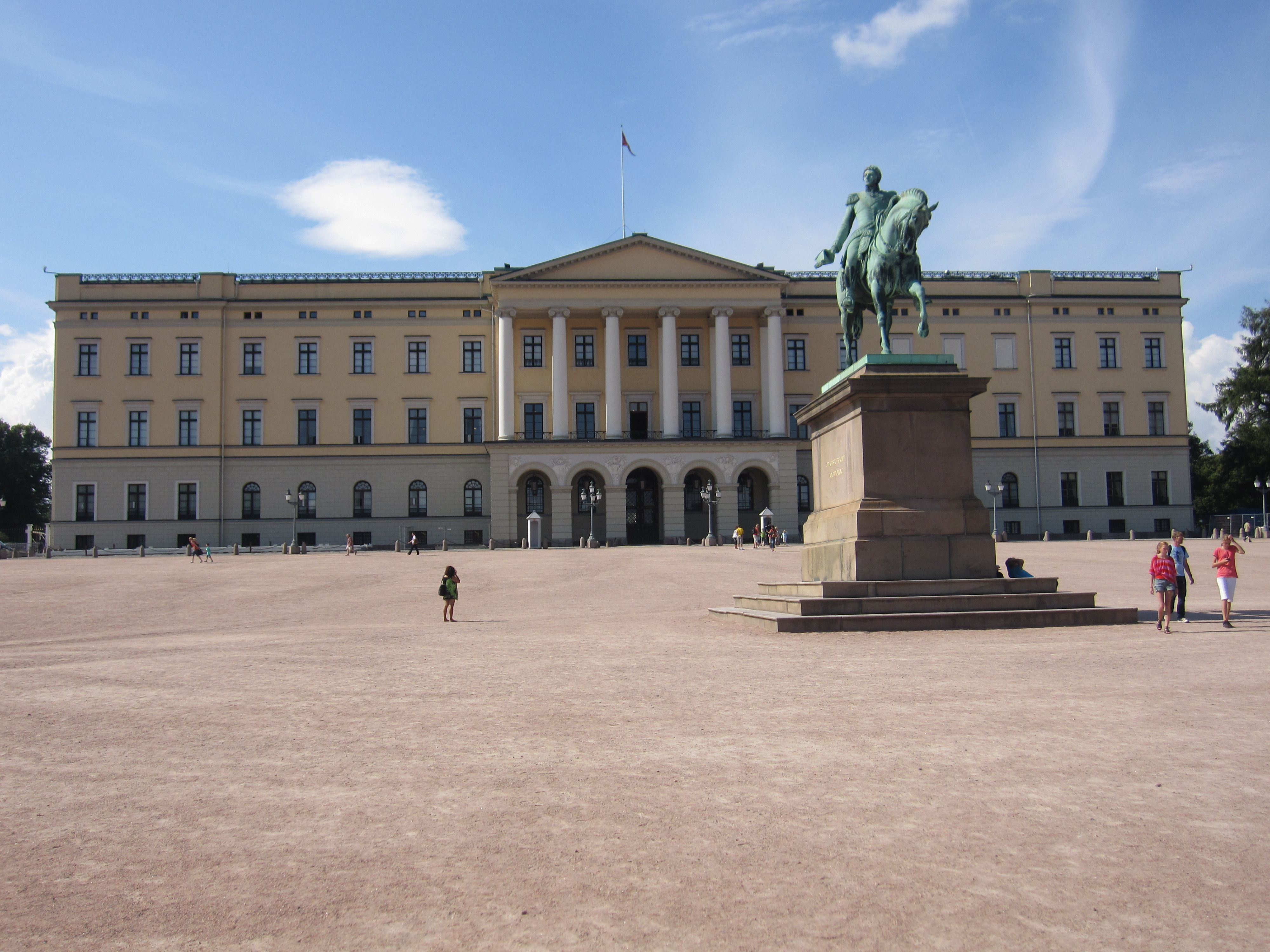
オスロ王宮を背に立つ
カール・ヨハン像

ノルウェーにおいては、カール・ヨハン個人の民衆からの人気は高かったが、政治に関してはノルウェー側の独立維持の動きとぶつかり合うことがあったため支持者は多くなかった。彼の死去によってノルウェー政治の不確定要素が無くなったため、かえって両国間の融合に向けた自発的な動きが活発化するようになったとの指摘もある。彼はむしろ建築や都市計画においてノルウェーに事跡を残したと言われている。彼は児童福祉施設、文化施設、その他様々な公共施設の設立のため多額の寄付を行った。彼の最も重要なプロジェクトはクリスチャニアの王宮の建設である。カール・ヨハンは1822年にこの計画を考えつき、翌年デンマーク人建築家リンストーに従事させた。この王宮建設はクリスチャニアがノルウェーの首都として整備されていく発端となった。1814年から彼の死去までの期間にクリスチャニアの人口はおよそ2倍になり都市として発展を遂げる。王宮の前に設けられたカール・ヨハン通りは彼にちなんでその死後名付けられたものである。

#### 革命の伝播と批判の高まり

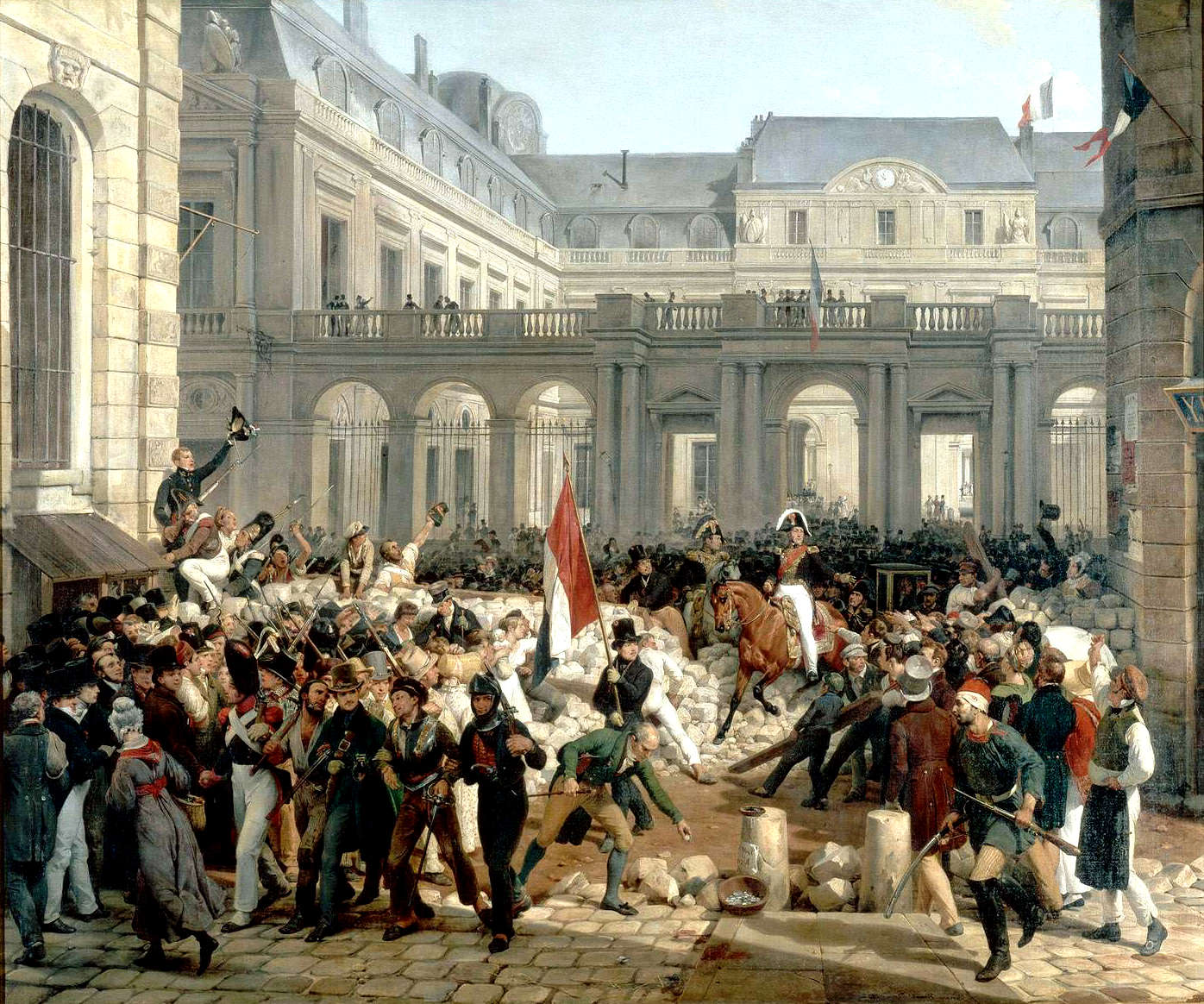
7月革命<1830年>

1830年にフランスで起こった7月革命はカール・ヨハンを驚かした。かつて彼は百日天下後にオルレアン家によるフランス統治を希望したこともあったが、この時の彼はルイ・フィリップの七月王政がロシアを刺激しないか心配した。革命のもたらした自由主義思想はベルギーなど欧州各国に波及し、ノルウェーにおいても関心を引き起こした。革命は連合の反対者を喚起し、ノルウェーの政治に混乱を引き起こす可能性があったため国王は危惧する。またポーランドの11月蜂起に関して、スウェーデン人がロシアよりもポーランドに同情的であることはロシアとの関係に重きを置く国王を困惑させた。依然としてスウェーデン人のロシアに対する伝統的な敵対意識は根強いものがあり、議会にて国王の親ロシア的な姿勢はよく批判に挙げられた。

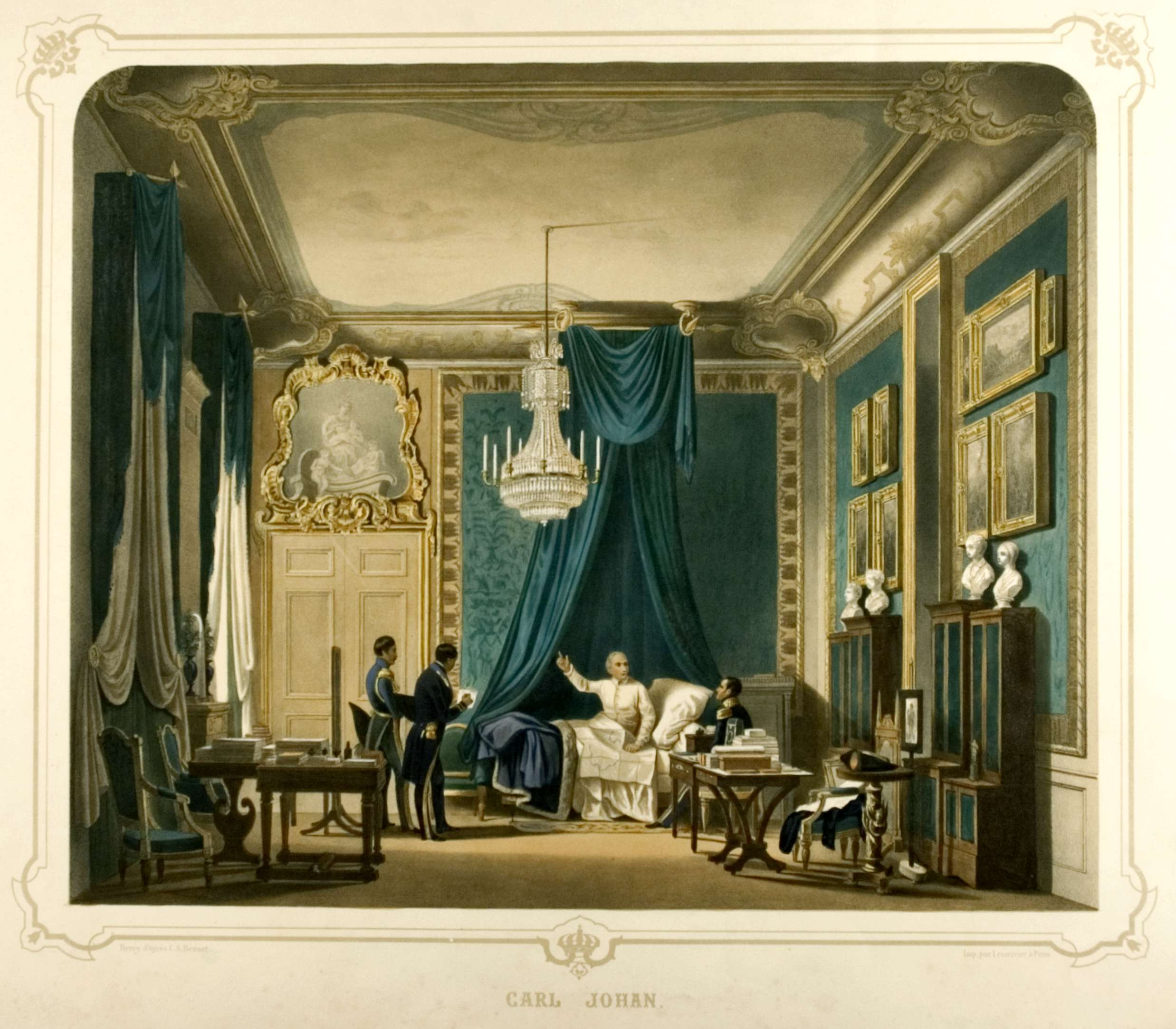
国王の『寝室閣議』
朝の時間帯は寝台で公務を取ることが多かったという。

またスウェーデンの新聞『アフトンブラーデット』は自由主義思想を巧みかつ意図的に記事にし、すぐさま保守的な新聞各紙を上回る社会的な影響力を得た。カール・ヨハンは外国出身なことと、スウェーデン語が話せないこともあり、高まりを見せる憲法の法規を巡る政治議論－市民的自由、商業の自由化、議院内閣制の導入など－に対し主体性を発揮できなかった。現状反対派のジャーナリストたちは、国王個人に矛先を向けるようになり、彼を「独占主義者」であるとし、自身と取り巻きで政治を仕切っていると批判した。1834年から1835年にかけ、議会はこのような議論で紛糾し、政府は市民院と農民院からの反対に敗れ、国務院の権限強化に同意する。
それに続く年には、報道の自由を巡って激しい対立が生じた。1838年、ジャーナリストのマグヌス・ヤコブ・クルセンストルプが国王侮辱罪で有罪になったことはストックホルムにて抗議する市民の暴動を引き起こした。鎮圧にあたった軍隊が発砲したことで2人が死亡する事態になる。これはカール・ヨハンの在位期間に、軍隊がデモ隊に発砲した唯一の例であった。その年の終わりにはこの混乱も収まったが、反対派は王太子オスカルに期待をかけ、彼の統治を望むようになる。

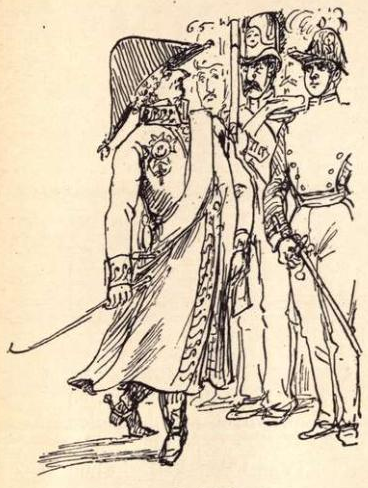
国王の風刺画

1839年末、翌年の議会にて時代遅れとなった政治システムの打倒および国王に譲位を説得するため、反対派の議員は連合を組んだ。翌1840年の議会の会期は18ヶ月の長期に渡った。反対派は憲法改正と弾劾請求に向けた議案を上程した。対して国王と政府は護憲を盾に身を守った。反対派からの攻撃は次から次へとくじかれ、どの改正案も議会を通過することはできず、弾劾請求も認められなかった。最高裁判所の裁判員の罷免要求も、憲法の規定する多数派の支持を得られず失敗した。他方、閣僚の執行力を強化する改革案のひとつは国王に受け入れられた。結局、国王の譲位を求めた連合側はこの成果だけで満足せねばならなかった。
1830年代後半、汎スカンディナヴィア主義がスウェーデン、ノルウェーともに広がりをみせる。中でもとりわけデンマークで隆盛した。だがこの運動はドイツ諸国とロシアを刺激することに繋がった。ドイツ諸国から不満が寄せられたことと、ロシアがスウェーデン政府を批判したこと、さらに運動を通してデンマーク政府がノルウェーに手を伸ばすことを危惧した国王は賛同することはなかった。
1830年代、カール・ヨハンは絶え間ない政治的緊張に晒され続けた。自身への批判が高まるにつれ大衆の目を避けるようになり、公務を除いては王宮外へ出てくることは稀になる。孤独は老いた国王の健康を蝕み、胃腸の痛みとともに血を吐くようになった。国王は彼の外交政策に対する批判にとりわけ憤然としたという。彼が自身の主義よりもヨーロッパの勢力均衡を優先していること、彼のイギリスと敵対せずにロシアと良い関係を維持する外交手腕が国民から理解されていないと苦悩した。
彼の政治面での保守化に関しては、言語的な障壁が関係していると指摘されている。スウェーデンに来た当初スウェーデン語を学んだが途中でやる気を無くしている。30年以上に及ぶスウェーデン生活の中で日常的な会話はできるようになったが、月平均1,000通ある公文書は全部フランス語に訳させてから目を通した。スウェーデン語を習得した息子オスカルが彼の秘書役を務めた。当時のスウェーデンにおいてフランス語を理解できるのは貴族階級が大半であったため、結果的に周囲が貴族出身者で固められ、それが国王の保守的な態度に反映されたと推測されている。

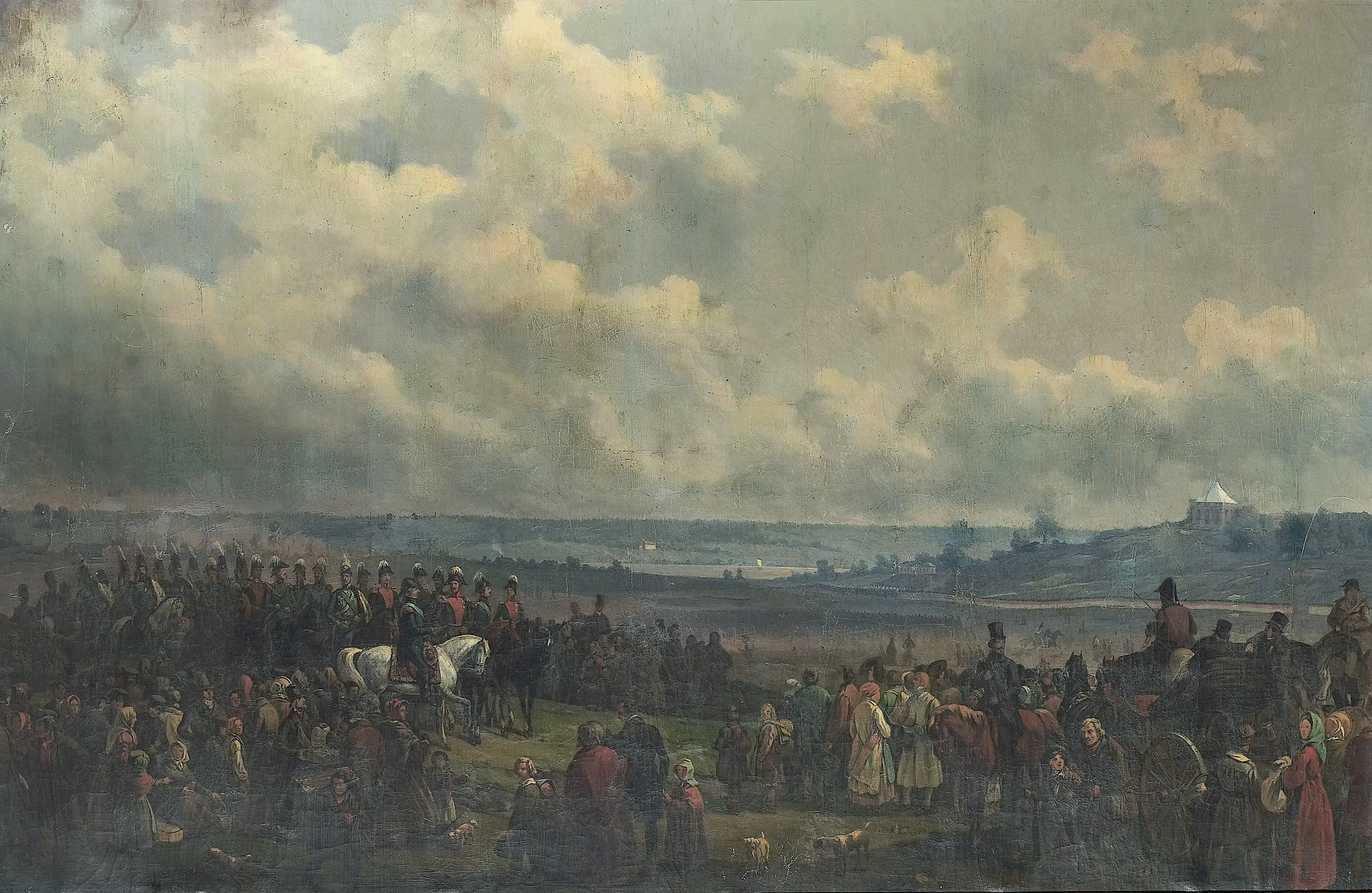
国王の観兵と民衆

それでも、同時代の他の君主と比較すれば、概して市民社会に理解のある統治者として振る舞ったと言えるだろう。終生、農民層と中産階級からの人気を失うことはなかったという。1838年、ユダヤ人の解放を行おうとしたが、これは逆に一般スウェーデン人の猛反発に会い妥協しなくてはならなかった。またスウェーデンは欧州の中でも最も強固な階級社会で、カール・ヨハンがスウェーデンに来た当時の宮廷のしきたりは極めて厳格だったが、彼はそれをより簡略化させた。今後は中産階級こそが社会の中で大勢を占めていくことを予期しており、自らと中産階級との繋がりを強化しようと努めた。それは彼が日常的に王宮に市民を招いて意見を聞く機会を設けたことに現れている。彼の26年の統治の間、両国合わせて2万から2.5万人もの市民が国王から引見を受けたと推定されている。

#### 最晩年と業績

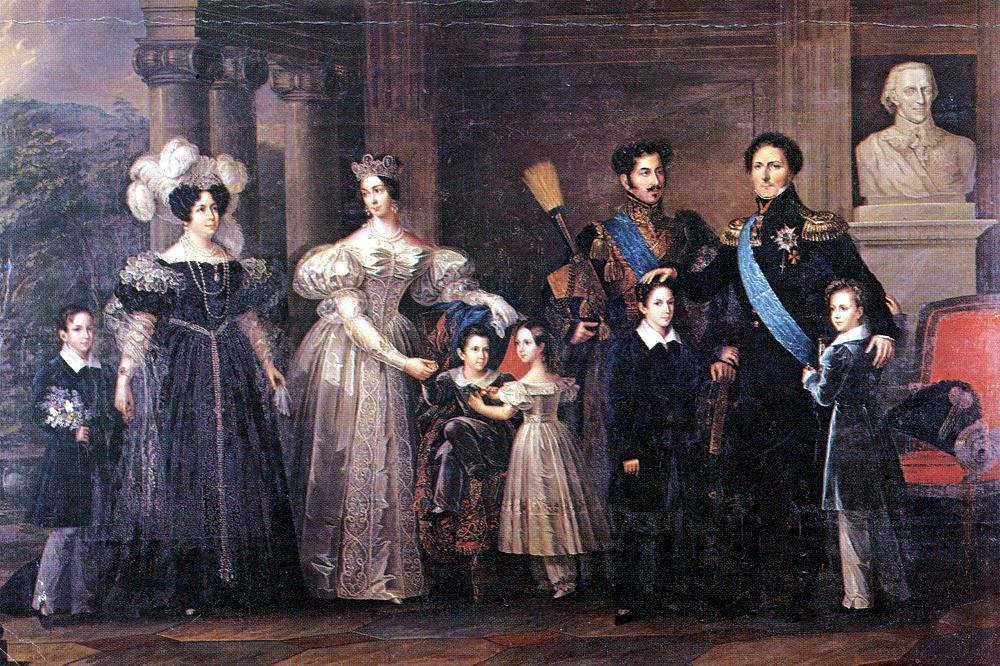
国王一家の肖像

1841年、スウェーデン議会が閉会した時、カール・ヨハンのスウェーデン統治をめぐる対立は沈静化していた。1843年、80歳になった老王が即位25年目を迎えた時、その記念日は両国で大々的に祝われた。彼の在位期間26年に、様々な分野において豊かで安定した成長が見られた。スウェーデン単体の人口はフィンランドと共にあったときの総人口まで増加した。摂政王太子時代も含めた33年間にGNPは60%増加し、人口一人当たりの増加率は17%になった。スウェーデン人とノルウェー人の間に当初あった敵対感情も友情へと変化した。そしてなによりも1814年から続く長期に渡る平和を実現した。この平和と経済成長によってカール・ヨハンは続く世代が近代スウェーデンを築き上げていく基礎を提供したのである。
1844年1月26日、81歳の誕生日の朝カール・ヨハンは突然病に倒れる。その後3月5日、発作に襲われ意識不明になった。病床に伏して42日後、3月8日15時30分に息を引き取った。その寸前にかすかに目をさまし「オスカル、オスカル、我々は自らを守らねばならぬ」と囁いたという。4月26日、国葬がストックホルムのリッダルホルム教会にて執り行われた。王位は嫡子オスカル1世に受け継がれる。以降、世界が帝国主義の時代に入り、列強国間の覇権争いと2度の大戦を経てボナパルト朝、フランス・ブルボン朝、ロシア・ロマノフ朝、オーストリア・ハプスブルク家、プロイセン・ホーエンツォレルン家、イタリア・サヴォイア家が君主としての公的資格を失っていったかたわらで、スウェーデン・ベルナドッテ朝は「200年間、同一家系で継承され、戦争も革命も経験せず、独立した国の自由民の上に君臨してきた世界唯一の王朝」として今日まで存続している。